# Âge de bronze des comics
Vous lisez un « article de qualité » labellisé en 2020.  Il fait partie d'un « thème de qualité ».
L'âge de bronze des comics est une période de l'histoire de la bande dessinée américaine qui s'étend du début des années 1970 à l'année 1986. Elle vient après l'âge d'or (de l'apparition des comic books à la création du Comics Code en 1954) et l'âge d'argent des comics (qui commence en septembre 1956, lorsque les super-héros reviennent sur le devant de la scène avec le numéro 4 du comic book Showcase). La fin de cet âge d'argent, et par conséquent le début de l'âge de bronze, n'est pas facilement datable et différents évènements servent à marquer la rupture entre les deux périodes. Toutefois, les différences entre les deux sont assez nombreuses pour que chacune ait son identité propre. L'âge de bronze se caractérise ainsi par l'arrivée d'une nouvelle génération d'auteurs, de nouveaux genres qui remplacent les plus classiques, de nouvelles formes de diffusion et de vente des comics, l'apparition de nouveaux formats (mini-séries et graphic novels) et une meilleure reconnaissance du travail des artistes.
La fin de cette période est généralement datée de 1986. Lors de cette année sont publiés Crisis on Infinite Earths, qui a commencé en 1985 et qui refond totalement l'univers DC, Batman: Dark Knight de Frank Miller et Watchmen d'Alan Moore, qui renouvellent le genre des super-héros, et enfin Maus dont le premier tome reprend les épisodes sortis depuis des années dans le magazine RAW et qui est diffusé dans des librairies généralistes, attirant ainsi un public différent de celui qui lit des comics.

## Origines

### Jack Kirby chez DC Comics

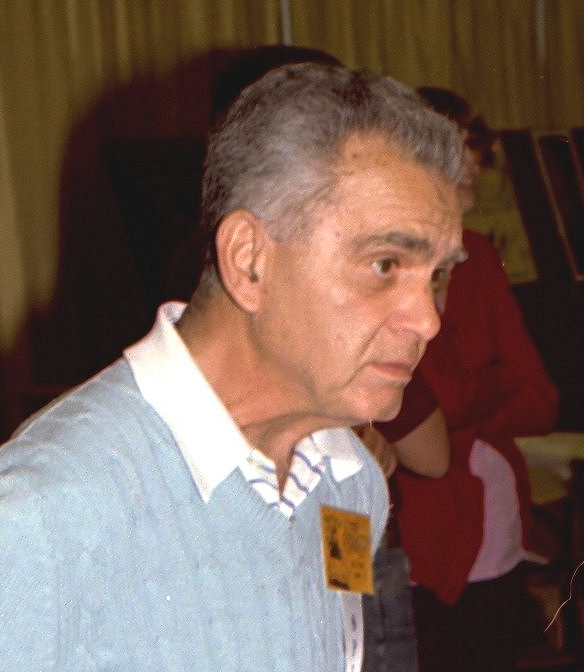
L'arrivée de Jack Kirby à DC Comics sert parfois à marquer le début de l'âge de bronze.

L'arrivée de Jack Kirby chez DC Comics est l'une des dates retenues pour marquer le début de l'âge de bronze. En 1970, Jack Kirby est mécontent de ne pas être assez reconnu comme auteur des comics qu'il dessine. De plus, alors que ses collaborations avec Stan Lee ont permis à Marvel de devenir l'une des deux principales maisons d'édition, il estime ne pas gagner assez et, comme il est toujours payé à la page, il ne bénéficie d'aucune couverture sociale en cas de maladie. Il peut également être licencié à tout moment en cette période où de nombreux auteurs de sa génération sont remplacés par de jeunes artistes. Ce malaise devient de notoriété publique parmi les auteurs de comics et amène Carmine Infantino, responsable éditorial chez DC, à inviter Kirby pour qu'il quitte Marvel et rejoigne la concurrence. Pour que Kirby saute le pas, Infantino accepte les conditions de celui-ci : Kirby pourra créer ses propres comics et sera donc reconnu totalement comme auteur. La nouvelle du départ de Kirby crée un choc dans le lectorat, et la question de la survie même de Marvel sans Kirby est posée. Finalement, Marvel conserve le premier rang des ventes de comics et les remplaçants de Kirby imposent leur style sans que les affaires en pâtissent. Au sein de DC, Kirby crée Le Quatrième Monde qui regroupe quatre séries : Superman's Pal Jimmy Olsen, qu'il reprend au numéro 133, Mister Miracle, New Gods et Forever People,.

### Amazing Spider-Man 96
Une autre date importante est celle de mai-juillet 1971, qui correspond à trois numéros de The Amazing Spider-Man (n° 96 à 98), écrits par Stan Lee et dessinés par Gil Kane, publiés sans le sceau du Comics Code. Le département de la Santé avait demandé à Stan Lee d'écrire une histoire mettant les lecteurs en garde contre les méfaits des drogues. Stan Lee, qui est aussi le responsable éditorial, accepte et demande à la Comics Code Authority de publier cette histoire avec le sceau du Comics Code. La CCA refuse car la règle est d'interdire toute évocation des drogues. Cependant, les membres de l'instance suggèrent aux éditeurs de réfléchir aux évolutions que doit connaître le code afin d’être plus en phase avec la société. Stan Lee passe donc outre et publie ces trois comics. Peu après, le Comics Code est réécrit et la mention de stupéfiants devient acceptable s'il s'agit de la condamner. D'autres interdictions sont dans le même temps annulées, dont la plus importante : la présence de monstres est acceptée à condition qu'ils reprennent des créatures de la littérature. Les vampires et les loups-garous peuvent donc de nouveau être des personnages de comics.

### La mort de Gwen Stacy
Une dernière date est parfois préférée aux deux précédentes. C'est celle de juin 1973 : dans le numéro 121 de The Amazing Spider-Man, Gwen Stacy, la fiancée du héros Peter Parker meurt. L'histoire commence comme un classique combat entre le héros et le vilain, le Bouffon vert. Celui-ci ayant découvert l'identité secrète de Spider-Man enlève sa fiancée Gwen Stacy. Lors du combat, le Bouffon jette du pont de Brooklyn la jeune femme inconsciente. Spider-Man la rattrape grâce à sa toile avant qu'elle ne touche l'eau mais l'arrêt de la chute est trop brutal et Gwen Stacy meurt. L'élément le plus marquant dans cet épisode est que le personnage n'est pas ressuscité par la suite. Cela illustre la tendance au réalisme qui s'impose. En effet, jusqu'alors les héros et les personnages récurrents principaux étaient de fait « immortels » mais à partir de cet épisode, la mort est une réalité.

## Crises dans le monde des comics

### Chute des ventes
Depuis les années 1960, les ventes de comics connaissent une lente érosion qui persiste dans les années 1970. Au début de l'année 1971, les éditeurs prévoient de vendre 300 millions de comics qui rapporteront 50 millions de dollars. Ce chiffre est le même que celui du début des années 1960 alors que depuis le pays a connu une période d'inflation. Les bénéfices diminuent donc. Cette baisse d'intérêt pour les comics est expliquée par un développement d'autres sources de divertissement, dont la principale est la télévision.

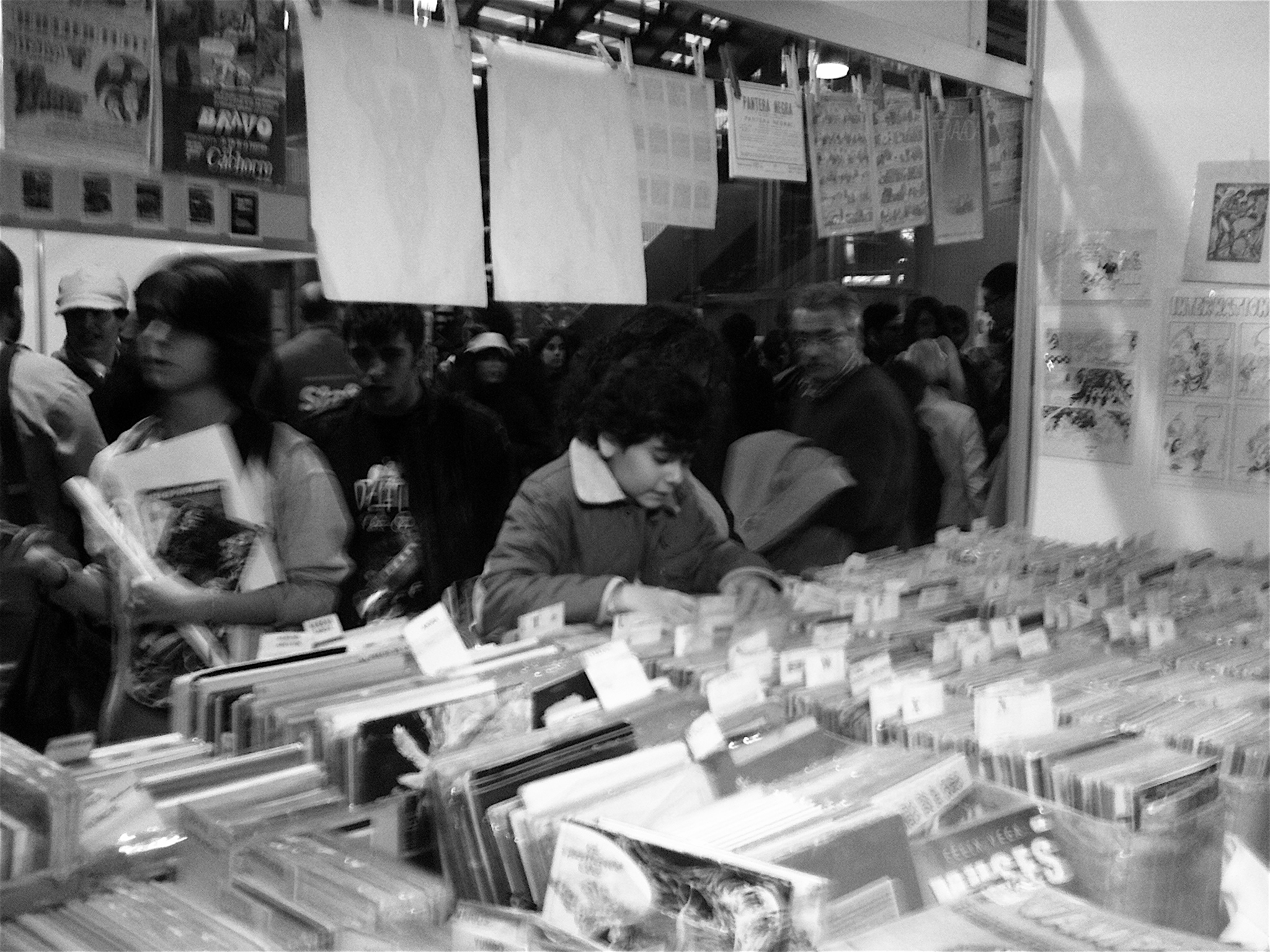
Une boutique de comics en 2011.

Les éditeurs grand public disparaissent les uns après les autres. Au début des années 1980, il n'en reste plus que six : Marvel, DC, Archie, Harvey, Gold Key et Charlton. Gold Key disparaît en 1984 et Charlton en 1986. Cependant, cela ne signifie pas que l'édition de bandes dessinées s'achemine vers une disparition inéluctable. D'autres éditeurs, dont certains sont issus du monde de l'underground, apparaissent dans la seconde moitié des années 1970. La bande dessinée underground avait décliné durant la première moitié de cette décennie, jusqu'à disparaître. En effet, l'esprit de la contestation de la fin des années 1960 s'affaiblit et avec lui les médias qui l'accompagnaient. Cependant des éditeurs, comme Last Gasp, qui avaient accompagné le mouvement, persistent et sont à l'origine de la bande dessinée alternative. Ils profitent de l'apparition, au début des années 1970,, du direct market qui amène la multiplication des magasins spécialisés dans la vente de comics : ceux-ci peuvent se permettre de proposer des séries pour adultes qui auraient été refusées par les diffuseurs traditionnels.

### DC: explosion et implosion
Depuis le début des années 1970, les ventes de comics diminuent progressivement. De plus, les coûts de production augmentent avec l'inflation et les prix ne cessent de monter. Durant l'âge d'argent (1956-1970), le prix des comic books était passé de 10 cents à 15 cents alors que le nombre de pages était tombé à 32 dont 25 pages de bandes dessinées.
Les années 1970 suivent le même chemin et en 1971, Carmine Infantino augmente le prix des comics de DC à 25 cents. En 1977, les comics en moyenne coûtent 35 cents et n'ont plus que 17 pages de bandes dessinées. La hausse des coûts de production présage alors une augmentation prochaine de 5 cents en moyenne. Pour anticiper cette conjecture et pour augmenter les revenus, la présidente de DC Comics, Jenette Kahn, décide de monter le prix à 50 cents tout en augmentant le nombre de pages. Les comics prévus auront 44 pages, couverture comprise, dont 25 pages de bande dessinée. De plus 26 nouveaux comics s'ajoutent à ceux existant. La date choisie pour cet évènement intitulé DC Explosion est celle de la sortie prévue du film Superman en juin 1978. Même si celle-ci est repoussée à décembre et que des ajustements mineurs doivent être faits, l'évènement a lieu tout de même à partir du début du mois de juin. Malheureusement, après seulement trois semaines, les responsables de Warner, propriétaire de DC Comics depuis 1971, ordonnent de diminuer le nombre de comics. La raison tient à ce qu'en début d'année les ventes de comics chez DC ont chuté. La cause principale est probablement le blizzard qui a frappé les États-Unis durant l'hiver 1977-78, entraînant des problèmes importants dans la distribution des biens de consommation, dont les comics, et une baisse des achats. Les lecteurs, limités dans leurs déplacements, vont moins souvent chez le marchand de journaux. Cette explication ne convainc pas les responsables de Warner qui décident de réorganiser la politique éditoriale de DC. 24 comics sont supprimés, le nombre de pages redescend à 17 et le prix des comics est fixé à 40 cents. La DC explosion devient la DC Implosion.
Ce bouleversement inattendu a pour conséquence plusieurs licenciements, tandis que de nombreux artistes indépendants sont avertis que DC n'a plus besoin d'eux. Des histoires en cours de réalisation sont abandonnées et d'autres qui étaient prêtes restent dans les placards. Même des séries anciennes sont supprimées et Detective Comics, un des comics historique de l'éditeur, échappe de peu au couperet. Ce retournement de situation chez DC apparaît alors comme un signal clair que l'industrie des comics risque de bientôt disparaître. La crise dans laquelle s'enfoncent les États-Unis, où se mêlent récession, inflation et baisse du pouvoir d'achat, touche aussi le monde du divertissement, et les aventures des super-héros attirent de moins en moins les lecteurs.

## Réponses à la crise

### De nouvelles formes de vente

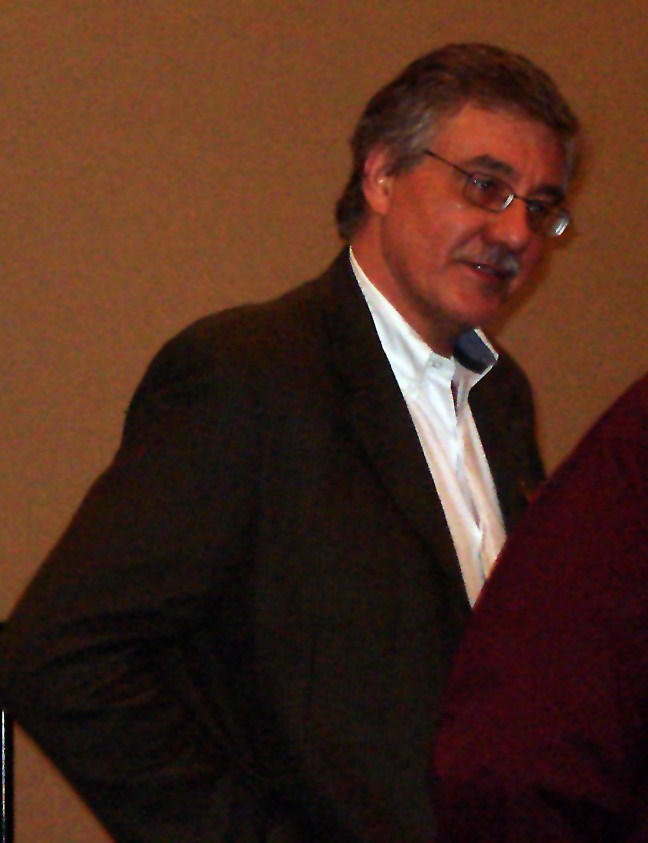
Denis Kitchen : fondateur de Kitchen Sink Press, maison d'édition indépendante.

Les comics underground connaissent eux aussi une crise. Ils disparaissent en tant qu'éléments de la contre-culture et de la contestation politique. Les auteurs de comics cherchent alors d'autres moyens d'expression et se tournent vers l'édition de magazines de bandes dessinées. Art Spiegelman fonde avec Françoise Mouly en juillet 1980 la revue RAW. L'année suivante, Robert Crumb propose la revue Weirdo.
De plus, pour se faire connaître, les auteurs aspirant à l'indépendance — qu'ils soient des auteurs underground ou des nouveaux venus — s'appuient sur de nouveaux lieux de vente, les magasins spécialisés dans la vente de comics et un nouveau système de distribution, le Direct market imaginé en 1972 par Phil Seuling. Ce système permet de distribuer rapidement les comics dès qu'ils sortent des imprimeries jusqu'aux magasins spécialisés. Les invendus ne peuvent plus ensuite être renvoyés à l'éditeur et, en échange, les magasins peuvent commander ce qu'ils veulent dans des quantités très limitées et bénéficient d'une marge plus importante. Ce procédé permet aux éditeurs de compenser la chute progressive des ventes chez les marchands de journaux, et aux auteurs indépendants de trouver des éditeurs qui ne se soumettent pas au comics code et ne vendent que dans ces magasins spécialisés. Ainsi, en 1974, Mike Friedrich publie le comics Star Reach dans lequel se retrouvent des dessinateurs comme Jim Starlin, Neal Adams et Dick Giordano. Dave Sim, auteur de Cerebus the Aardvark, imite Friedrich et auto-édite son comics distribué uniquement grâce au direct market. Alors qu'en 1974, il n'y avait que trente magasins spécialisés, ils sont plus de huit cents en 1978. Les auto-éditeurs sont donc assurés d'avoir assez de points de vente pour atteindre le lectorat potentiel. Cela permet aussi à des éditeurs indépendants de développer des lignes de comics. Parmi ceux-ci on trouve Pacific Comics, qui est le premier éditeur à proposer des comics accessibles uniquement dans les magasins spécialisés. Il édite ainsi Captain Victory and the Galactic Rangers et Silver Star de Jack Kirby. D'autres éditeurs se font progressivement un nom et trouvent leur place, comme Kitchen Sink Press, créé par Denis Kitchen, qui publie les œuvres de Howard Cruse et Trina Robbins. NBM Publishing propose des bandes dessinées étrangères telles que Corto Maltese d'Hugo Pratt ou Lone Sloane de Philippe Druillet. Eclipse Comics se fait un nom avec les comics de Donna Barr, Chuck Dixon, Scott McCloud, etc. Tous ces nouveaux éditeurs prennent la place de groupes existants qui ne parviennent pas à s'adapter à tous ces changements.
Ces éditeurs restent mineurs et ne font pas d'ombre aux deux grands, Marvel et DC . Mais en 1984, Mirage Studio, fondé par Kevin Eastman et Peter Laird pour éditer leur création, bouleverse le schéma : les Tortues Ninja connaissent rapidement le succès, se déclinent en série animée et en film dans les années 1990, et font l'objet d'un important merchandising.

### Des comics en phase avec la société américaine
L'un des aspects de l'âge de bronze le plus mis en avant pour le distinguer de l'âge d'argent est l'essor du réalisme, mais cet aspect est déjà présent dans certains comics publiés par DC (Batman de Neal Adams) ou Marvel. Particulièrement chez cette dernière, les héros doutent et connaissent des difficultés pouvant toucher les lecteurs (problèmes relationnels, peines de cœur, etc.). Les séries de l'âge de Bronze accentuent cependant cela et tendent à ancrer encore plus les héros dans le monde réel et à prendre en compte les évolutions de la société américaine. Ce phénomène est le plus souvent nommé social relevance. Les combats habituels entre super-héros et super-vilains s'ancrent dans la réalité et s'accompagnent d'une mise en question de celle-ci. Ainsi, le Comics Code interdisait toute mention de la drogue ; les héros vivaient donc dans un monde aseptisé où ce fléau n'existait pas. Les trois épisodes de Amazing Spider-Man dans lesquels la drogue est présente montrent Spider-Man sauver un drogué prêt à se jeter d'un toit persuadé qu'il pourra s'envoler et Harry Osborn, un ami de Spider-Man, s'enfoncer dans l'addiction qui le conduit à suivre la voie de son père, le Bouffon vert. Quelques mois plus tard, DC propose ce qui est souvent présenté comme le premier comics approuvé par le Comics Code et dans lequel l'usage de la drogue est abordé. Il s'agit du numéro 85 de Green Lantern / Green Arrow dans lequel Speedy, l'assistant de Green Arrow, se révèle être un junkie. La couverture de Neal Adams montre alors Speedy se tenant le bras et au premier plan une seringue. Ce comics n'est évidemment pas le premier à présenter le sceau et dans lequel la drogue est évoquée. Le premier numéro de Deadman montre en effet le héros s'opposer à un trafiquant mais, dans ce cas, la drogue, toujours cachée dans une valise, n'est qu'un élément criminel et son usage et ses conséquences ne sont jamais abordés. En revanche, l'épisode de Green Lantern traite clairement du problème.
Cet épisode de Green Lantern est dans la droite ligne des précédents écrits aussi par Dennis O'Neil et dessinés par Neal Adams. Le héros accompagné de Green Arrow traverse les États-Unis et le comics en montre le côté sombre : racisme, fanatisme religieux, pollution… Cependant, même si depuis ces épisodes sont considérés comme des classiques, ils n'attirent pas les lecteurs et une nouvelle équipe reprend le titre après seulement un an. Green Lantern est une exception de par la virulence du scénario de Dennis O'Neill ; l'intégration des problèmes de la société américaine se fait le plus souvent par touches plus légères, que ce soit la défiance envers le gouvernement après le scandale du Watergate, l'intégration des minorités, le développement du féminisme ou le racisme. Même Captain America, qui représente les valeurs américaines, est amené à lutter contre une organisation nommée Secret Empire dont le chef, qui a toujours le visage caché, finit par se suicider dans le Bureau ovale de la Maison-Blanche. Richard Nixon n'est pas nommé mais le scénariste Steve Englehart fait tout pour que le lecteur comprenne qu'il est le leader de l'organisation terroriste. Après ces évènements, Steve Rogers abandonne quelque temps l'identité de Captain America pour prendre celle de Nomad. Ainsi, le personnage qui semblait le moins à même de servir de support à une critique de la société américaine devient finalement une voix contre le système politique incarné par Nixon mais reprenant à son compte les valeurs fondatrices de la nation.

### Diversité
Durant l'âge d'or et l'âge d'argent des comics, les héros et leur entourage sont quasiment tous des blancs mais durant l'âge de bronze, les héros blancs ne sont plus seuls.

#### Les personnages noirs

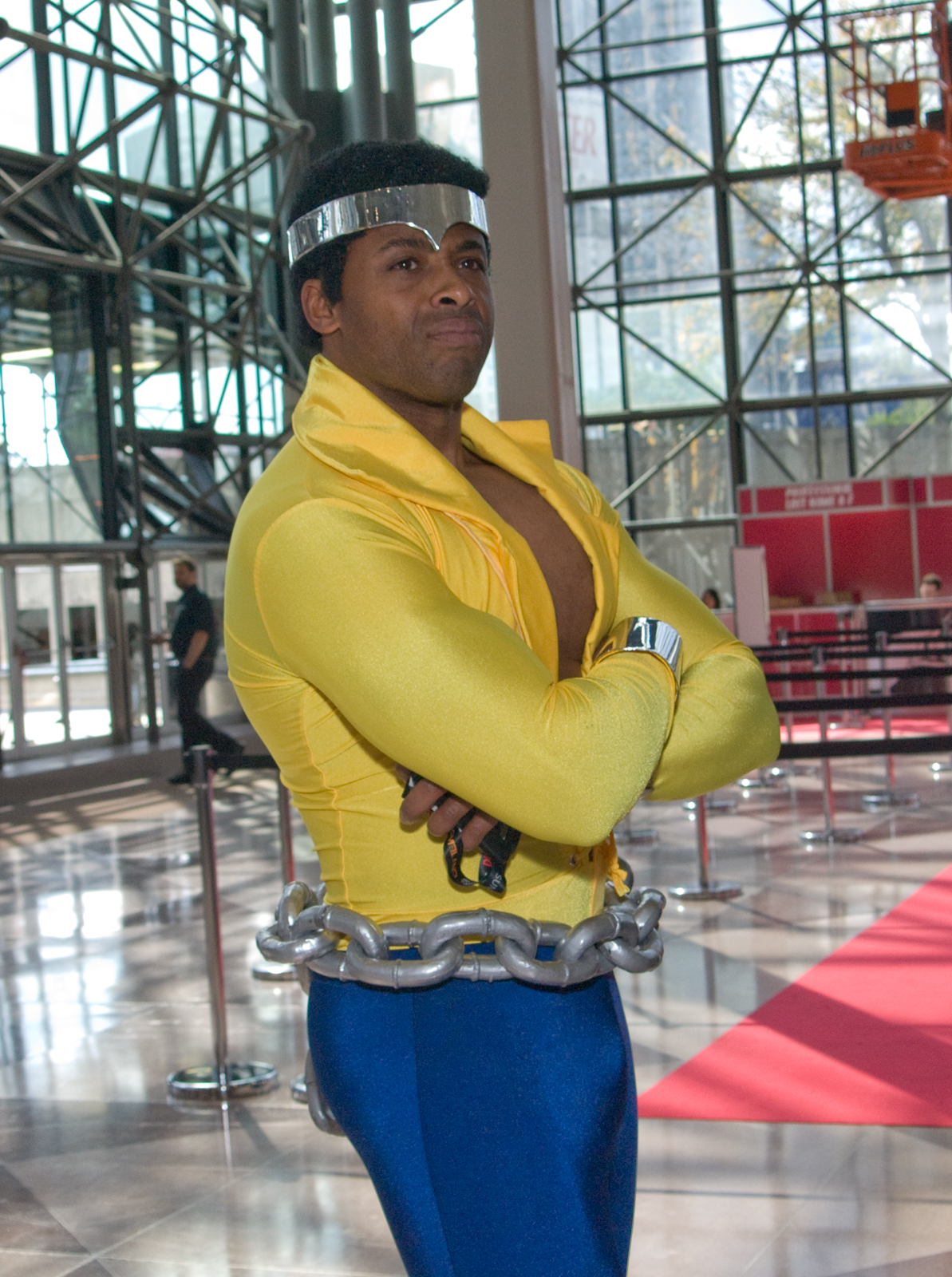
Cosplay de Luke Cage.

Des années 1940 aux années 1960, les personnages noirs de fiction sont le plus souvent caricaturaux comme Li'l eightball (personnage de dessin animé produit par Walter Lantz et adapté ensuite dans des comics), ou Ebony White (l'assistant du Spirit créé par Will Eisner). Il n'est en aucun cas possible de créer des héros noirs. Le seul essai connu est celui de Lobo créé par le dessinateur Tony Tallarico assisté du scénariste Don Arneson pour Dell Comics. Ce cow-boy noir a droit à son propre comics en décembre 1965, mais les distributeurs ne livrent pas le comics dans les maisons de la presse, et 90% des exemplaires reviennent à l'éditeur. L'apparition de la Panthère noire en 1966 dans un épisode des Quatre Fantastiques est de ce fait remarquable. Il faut cependant noter que T'Challa est un prince africain et non un afro-américain et qu'il reste un personnage secondaire, opposant puis allié aux Fantastiques. Un nouveau pas est franchi par Marvel en 1969 avec la création du Faucon qui est un jeune noir issu du ghetto et qui devient un personnage récurrent dans l'univers Marvel en étant l'assistant de Captain America. Il faut attendre les années 1970 pour qu'enfin des héros noirs aient droit à leurs titres. Le cinéma a montré la voie avec la blaxploitation et les éditeurs investissent dans ce thème. En 1971, Gary Friedrich crée le personnage de Butterfly, la première super-héroïne noire dans le magazine Hell-Rider publié par Skywald Publications. Toutefois le titre ne connaît que deux numéros et n'est pas autant diffusé que les comics. Ce personnage, qui surgit dans une histoire secondaire du magazine, n'a pas laissé de marque importante et le plus souvent c'est Luke Cage, dans le comic book Luke Cage, Hero for Hire, dont le nom est retenu pour indiquer le début de la prise en compte de la minorité noire dans les comics. Ce personnage est un afro-américain mis en prison dans le premier numéro de la série et qui après une expérience scientifique ratée gagne le pouvoir d'avoir la peau plus dure que l'acier et une force phénoménale. La série se vend bien dans un premier temps avant de décliner. Elle est renommée Power man puis à partir de 1978, Luke Cage fait équipe avec Iron Fist, personnage né de la vague kung-fu de ces années 1970.
En 1972, la Panthère noire obtient aussi son comics. Marvel publiait une série intitulée Jungle Action dans laquelle étaient surtout réédités des récits dont les héros, des tarzanides étaient tous blancs. Don McGregor, qui travaillait comme relecteur, propose à Marvel d'inclure des héros noirs dans ce comics. On lui demande alors de scénariser les aventures de la Panthère noire. Le comics dure 24 numéros jusqu'en novembre 1976. En janvier 1977 la Panthère noire revient, cette fois dans un comics à son nom, scénarisé et dessiné par Jack Kirby.
D'autres super-héros noirs sont créés durant ces années 1970 : Blade dans Tomb of Dracula en 1973, Frère Vaudou en 1973, Le Goliath noir (qui a droit à un bref comics à son nom) en 1975 chez Marvel. Chez DC, on trouve le Green Lantern John Stewart en 1972, Tyroc en 1976 comme membre de la Légion des Super-Héros, Black Lightning (premier super-héros noir à avoir un comics à son nom chez DC) en 1977, et d'autres.

#### Autres origines
La diversité du peuple américain se retrouve aussi avec la création de super-héros d'origine asiatique comme Feu du soleil dans les pages de X-Men en 1970 et Shang-Chi en 1973. Toutefois, dès les années 1940 des personnages asiatiques pouvaient apparaître : ainsi dans Girl Commando publié en 1943, une des héroïnes est chinoise et lutte contre l'envahisseur japonais. Quelques Amérindiens complètent cet élargissement des origines ethniques des personnages de comics. Wyatt Wingfoot est créé dès 1966 par Stan Lee et Jack Kirby dans le numéro 50 de Fantastic Four mais il n'est pas un super-héros. C'est Red Wolf qui a droit à cet honneur en 1970 chez Marvel Comics. D'autres Amérindiens chez Marvel appartiennent à une équipe : Épervier en 1975 chez les X-men, et Shaman en 1979 dans le comics the Uncanny X-men en tant que membre de la Division Alpha.

#### Héroïnes

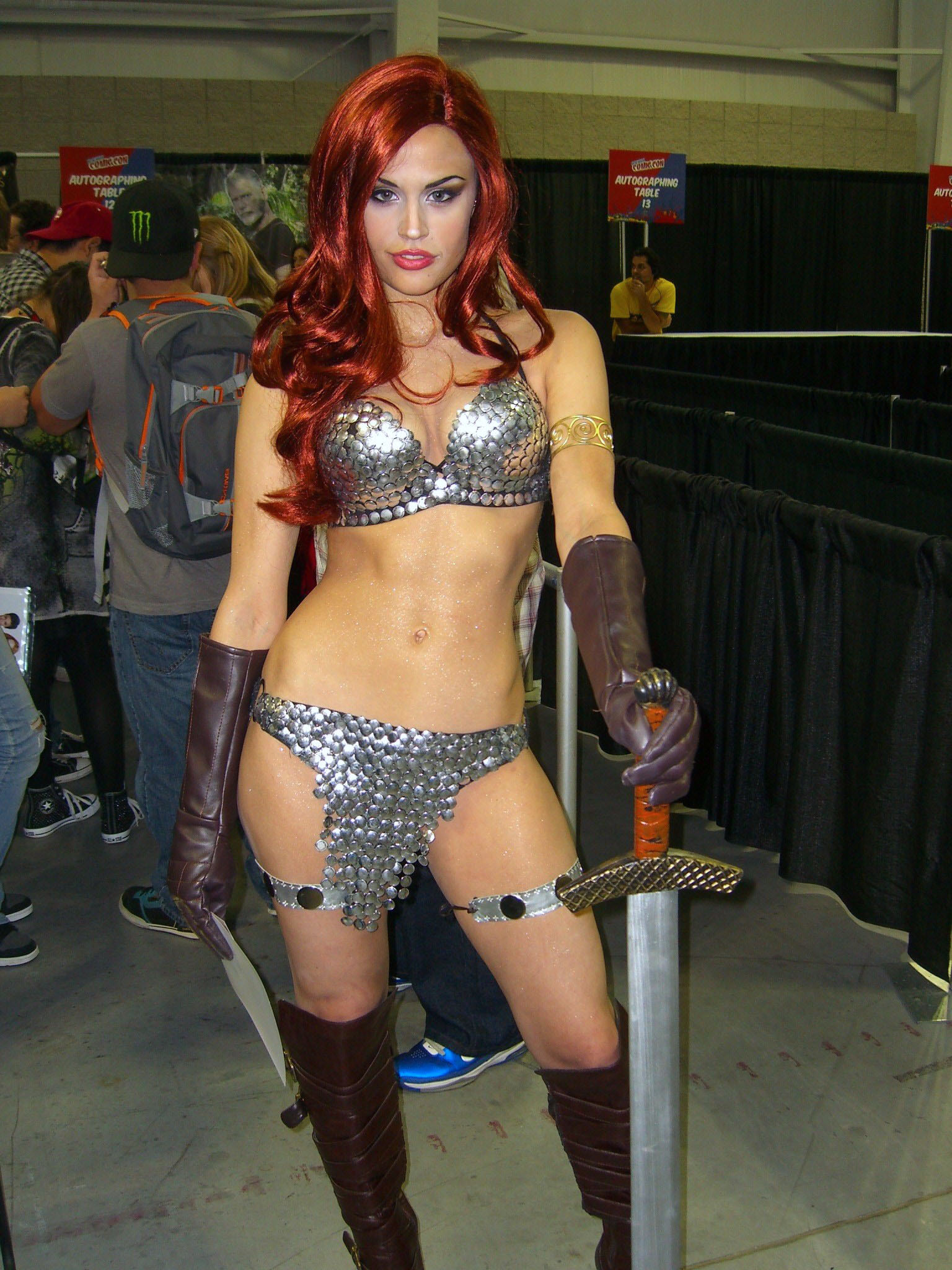
Red Sonja : une féministe en bikini de métal.

Le retour en force du féminisme dans les années 1960 aux États-Unis a déjà trouvé un écho dans les comics underground, avec des auteures plus nombreuses que chez les éditeurs grand public qui traitent de sujets plus politiques ou sociétaux (homosexualité, égalité homme-femme…). Ainsi Trina Robbins dessine en 1970 un comic strip baptisé Belinda Berkeley publié dans le journal féministe It Ain't Me, Babe. Cette même année, elle coédite le premier comics entièrement réalisé par des femmes intitulé également It Ain't Me, Babe chez Last Gasp. En 1972, se forme le collectif féminin Wimmen's Comix Collective, qui publie cette année le premier numéro de Wimmen's Comix . Dans ce comics se trouvent des histoires traitant du mariage, de l'avortement et d'autres sujets intéressant les femmes et jamais traités ainsi jusqu'alors. Durant cette même période Mary Wings écrit et dessine Come Out Comix, premier comics homosexuel.
Chez les éditeurs grand public, la présence d'héroïnes n'est pas exceptionnelle. Wonder Woman éditée depuis 1941 est l'héroïne la plus visible mais elle n'est pas la seule, que ce soit durant l'âge d'or ou l'âge d'argent des comics. Ainsi une super-héroïne est présente dans chacune des équipes de Marvel : les Quatre Fantastiques (la Fille Invisible), les Vengeurs (la Guêpe) ou les X-Men (Marvel Girl). Cependant, le discours qu'elles tiennent dans les comics est très loin du féminisme. Quand un article dans Ms. vante la dimension féministe de Wonder Woman, l'éditeur décide de mettre l'accent sur cet aspect. Les super-héroïnes se font ensuite plus nombreuses et certaines apparaissent dans un comics à leur nom. Chez Marvel on trouve Red Sonja, guerrière barbare apparue dans un comics de Conan le Barbare qui a ensuite sa propre série dans Marvel Feature 1-7 (novembre 1975 - novembre 1976) puis sa propre série 1-15 (janvier 1977 - mai 1979). Ce personnage incarne alors selon l'historien William Blanc « une forme de libération féministe ». Puis en 1977 arrive Spider-Woman créée par Archie Goodwin et Marie Severin, et en 1980 Miss Hulk créée par Stan Lee et John Buscema.
Un autre chiffre montre la montée en puissance des femmes dans les comics grand public. Durant l'âge d'argent chez DC, le rapport entre le nombre d'héroïnes et le nombre de héros créés est de 2 pour 10 par an. Ce rapport passe à près de 4 pour 9 entre 1970 et 1975 pour s'égaliser dans les années suivantes. Il n'en reste pas moins que ces super-héroïnes sont noyées dans un monde d'hommes qui reflète la place des femmes dans la création des comics. En dehors des comics underground, les dessinatrices sont une poignée.

### Le retour des X-men

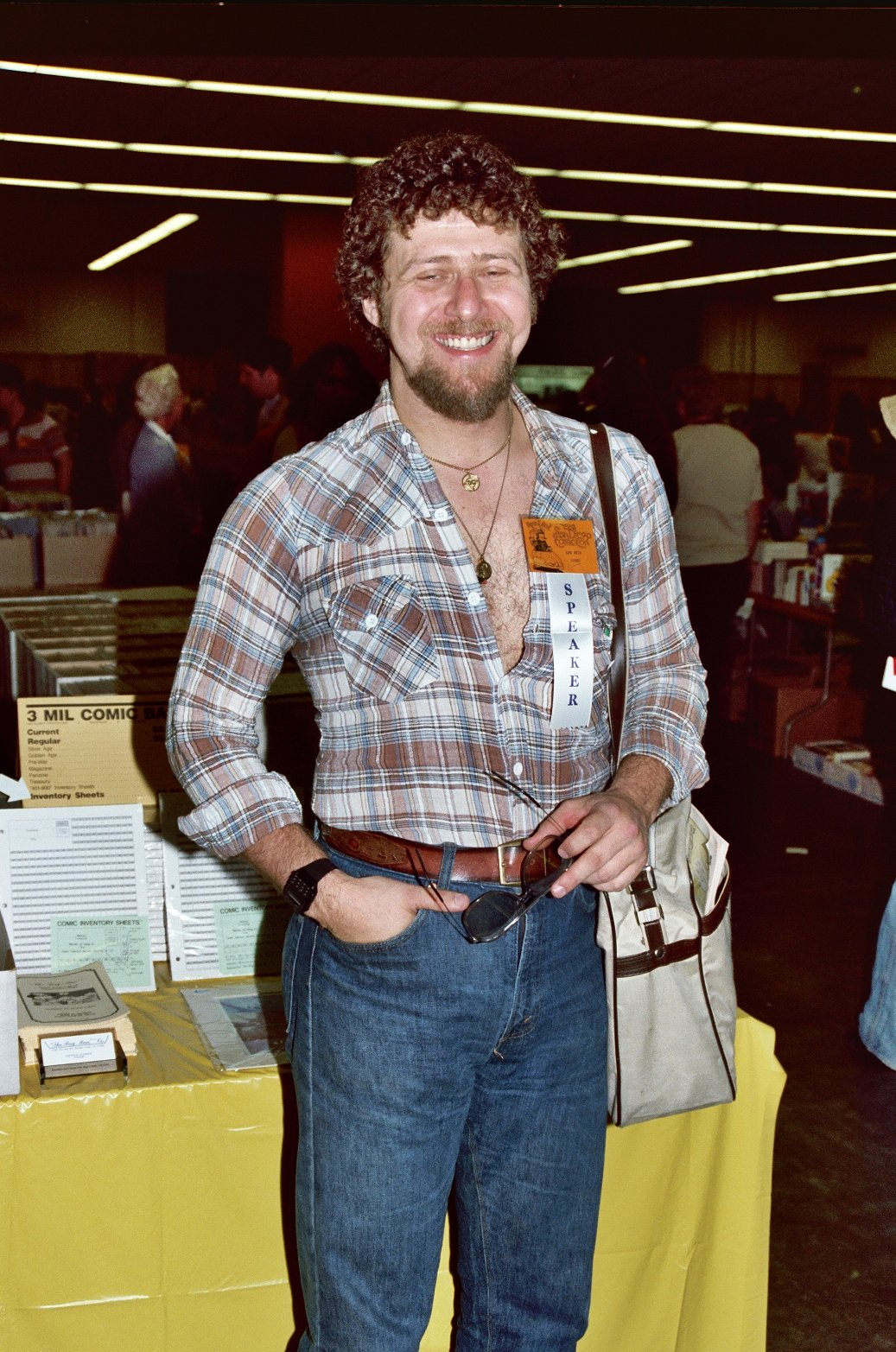
Len Wein, le créateur des nouveaux X-men.

Les X-Men, créés en 1962 par Stan Lee et Jack Kirby, sont dans les années 1960 un comics secondaire et en 1970, celui dont les ventes sont les plus faibles. Il est donc décidé de l'arrêter. Cependant les derniers numéros scénarisés par Dennis O'Neil et dessinés par Neal Adams attirent de nouveau les lecteurs. Martin Goodman, propriétaire de Marvel, décide finalement de garder le comics mais de n'y mettre que des rééditions des anciens épisodes. En 1974, Al Landau, président de Marvel, voyant la baisse continue des ventes de comics et celle des revenus qu'ils produisent, suggère de créer une équipe de super-héros dont chaque membre viendrait d'un pays où Marvel distribue ses comics. Le but est alors de développer les ventes à l'international et le fait de voir un personnage de son pays devait encourager les achats. Roy Thomas, peu avant son départ du rôle d'éditeur en chef, confie le travail à Gary Friedrich et Dave Cockrum et demande que des X-men soient repris dans cette équipe. Après le départ de Thomas, Len Wein est nommé éditeur en chef et hérite du projet. Il met en place l'équipe des nouveaux X-men, aidé par Chris Claremont qui est éditeur assistant, et écrit la première aventure de ce groupe dans le Giant-Size X-Men n°1. Cette nouvelle génération de X-men remplace la précédente à partir du numéro 94 écrit par Claremont qui reste le scénariste de la série pendant seize ans. Entre-temps l'idée originale de Landau a été oubliée et il n'est plus question d'atteindre le lectorat européen et asiatique par la présence de héros venant de pays où les comics de Marvel sont distribués. Sunfire le Japonais quitte l'équipe ; Colossus et Tornade viennent de pays où Marvel n'est pas présent. Cette série est néanmoins un succès important pour Marvel. L'une des raisons évoquée est la diversité de ses membres, alors que dans l'équipe originelle tous étaient des WASP. Cette diversité permet de mieux revenir à l'idée de base des mutants, à savoir un groupe rejeté pour ce qu'il est. Le thème essentiel de l'exclusion est ainsi mis en avant. De plus le travail du dessinateur John Byrne qui succède à Cockrum à partir du numéro 108 est aussi important pour l'attrait de la série.
La série est celle qui connaît les meilleures ventes mais il faut attendre plusieurs années pour que cela amène la création de séries dérivées. La première, Dazzler, n'en est pas une à proprement parler puisque, si le personnage apparaît bien pour la première fois dans un épisode des X-men, il n'est pas une création de Claremont et le comics dont Dazzler est la vedette n'est pas lié à l'univers des X-men. En effet, Dazzler est le fruit d'une commande de la maison de disque Casablanca Records. Jim Shooter, responsable éditorial de Marvel au début des années 1980, ne souhaite pas une multiplication des séries avec les X-men et préfère les voir apparaître de temps en temps dans d'autres comics ou dans des mini-séries. Cependant, Chris Claremont et Louise Jones, éditrice des X-men, proposent une nouvelle série intitulée New Mutants. Shooter accepte alors et les personnages sont créés d'abord dans un roman graphique avant que leur série ne soit publiée qu'au début de 1983. Tout comme les X-men, cette nouvelle série, scénarisée par Claremont et dont les héros sont des mutants se vend très bien. C'est seulement dans la deuxième partie des années 1980, lors de la période de l'âge moderne des comics, que les X-men deviennent une franchise et que les séries se multiplient, en commençant par Facteur-X en 1985.

## Mort, résurrection et naissance des genres
Les années 1970 voient la quasi-disparition de genres qui existaient depuis des décennies. Les romance comics, déjà réduits à la portion congrue après 1950 disparaissent tout à fait et les westerns et les comics de guerre se raréfient. En revanche, d'autres genres apparaissent sur les stands à leurs places comme l'heroic fantasy, l'horreur ou le kung fu.

### Heroic fantasy

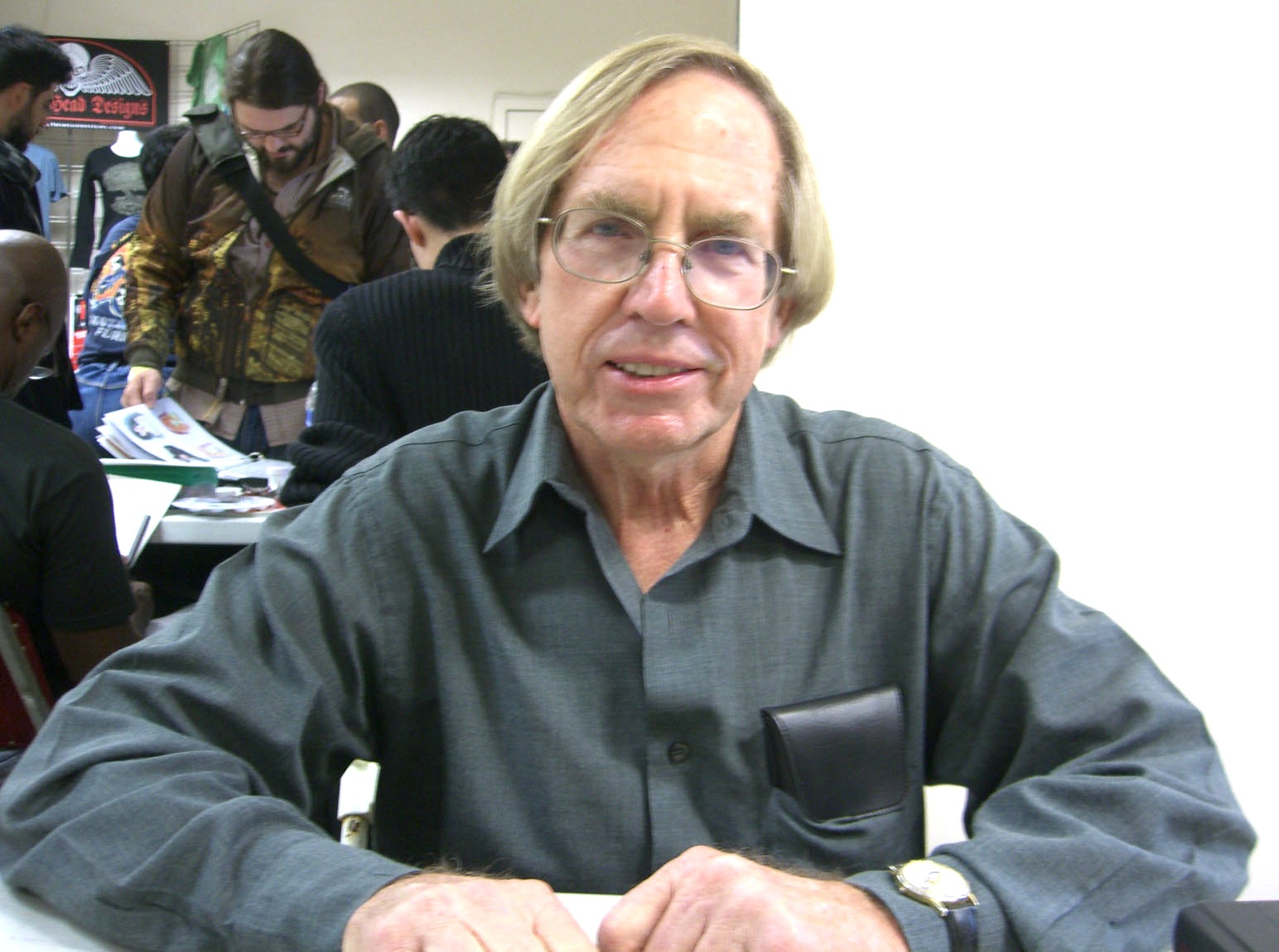
Roy Thomas, scénariste des adaptations de Conan le barbare.

À la fin des années 1960, de nombreux fans demandent à Marvel Comics d'adapter des romans de fantasy comme ceux de J. R. R. Tolkien, Edgar Rice Burroughs ou Robert E. Howard. À la demande de Stan Lee, Roy Thomas tente sans succès de convaincre plusieurs agents, avant de se rabattre sur l'œuvre d'Howard qu'il avait délibérément ignorée, persuadé que les droits seraient trop élevés. Finalement, Thomas convainc le propriétaire des droits des œuvres d'Howard, et en octobre 1970 sort le premier numéro de Conan the Barbarian, scénarisé par Roy Thomas et dessiné par Barry Windsor-Smith. Les premiers numéros se vendent mal et Stan Lee est prêt à cesser l'expérience dès le septième numéro mais Thomas le persuade de poursuivre l'essai. Cela se révèle probant car à partir du huitième numéro, les ventes remontent progressivement et le comics devient rentable. Après 24 numéros, Windsor-Smith laisse la place à John Buscema. Le comics paraît jusqu'en 1993 et connaît 275 numéros. Comme le comics s'avère finalement rentable, d'autres appartenant au même genre sont publiés les années suivantes. Roy Thomas adapte un autre personnage créé par Robert E. Howard, Kull, d'abord dans le numéro 10 de l'anthologie Creature on the Loose daté de mars 1971 et dessiné par Bernie Wrightson puis dans son propre comics intitulé Kull The Conqueror en juin 1971. Le premier numéro est dessiné par Ross Andru et encré par Wally Wood, mais dès le deuxième numéro ceux-ci sont remplacés par John et Marie Severin. DC lance aussi ses propres titres d'Heroic fantasy, d'abord avec une adaptation en 1975 du Cycle des épées de Fritz Leiber puis avec une création originale la même année. Warlord de Mike Grell est publié de 1973 à 1989. L'histoire raconte comment un pilote de l'armée américaine se retrouve bloqué dans un royaume fantastique souterrain. D'autres titres suivent encore comme Claw the Unconquered, Stalker ou Arion, Lord of Atlantis. D'autres éditeurs suivent le mouvement : Gold Key avec Dagar the Invincible en 1972, Atlas/Seaboard Comics avec Wulf the Barbarian, etc. Ces derniers disparaissent assez vite mais les titres publiés par DC et Marvel connaissent une parution assez longue.

### Horreur

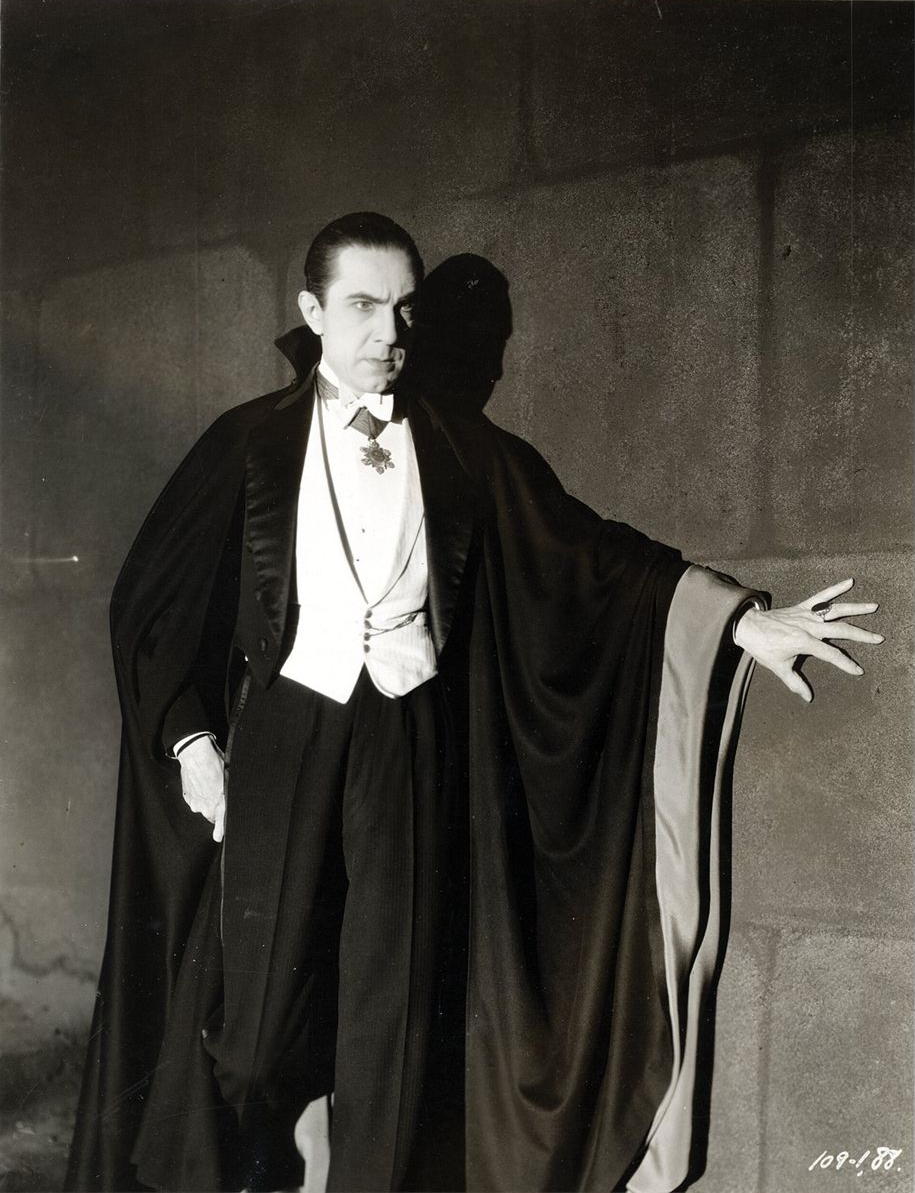
Dracula, joué par Bela Lugosi dont l'apparence est proche de celle choisie par les auteurs de Tomb of Dracula.

Les comics d'horreur avaient disparu en 1954 lors de l'instauration du Comics Code et il était interdit d'évoquer les vampires, les loups-garous ou les zombies dans les comics. Toutefois, si durant les années 1950, la règle est strictement suivie, elle est peu à peu assouplie. Dans un premier temps, les monstres sont acceptés dans les comics humoristiques, l'aspect effrayant étant laissé de côté. Ainsi DC Comics à partir d'octobre 1965 propose plusieurs épisodes de The Adventures of Bob Hope dans lesquels se trouvent un vampire, un loup-garou, le monstre de Frankenstein et une zombie ; ACG Comics montre dans le comics Herbie 20 daté de septembre 1966 le héros combattre Dracula. En 1969, Gold Key publie l'adaptation de la série télévisée Dark Shadows. Dans ce comics les vampires ont un rôle important et le mot vampire apparaît sur la couverture - cependant Gold Key est l'un des rares éditeurs à ne pas craindre le Comics Code Authority, puisqu'il n'y a jamais soumis ses comics. En effet, l'éditeur est connu pour sa politique de ne produire que des séries sans danger pour les enfants et n'a jamais jugé utile de demander le sceau du Comics Code sur ses comics. Dark Shadows est donc distribué, comme les autres séries de Gold Key, sans passer devant les juges du CCA.
Cette adaptation montre que l'horreur n'est plus le repoussoir des années 1950. Que ce soit au cinéma, à la télévision ou dans les romans, ce genre se diffuse sans entrave et l'évolution du Comics Code en 1971 est à l'image de l'évolution des goûts de la société américaine. Ainsi, en février 1971 le Comics Code est réécrit et les monstres classiques sont de nouveaux acceptés. Les éditeurs ne tardent pas à user de cette liberté retrouvée pour proposer des comics d'horreur. Ceux-ci sont incarnés chez Marvel par Tomb of Dracula créé par Gerry Conway mais scénarisé surtout par Marv Wolfman et dessiné par Gene Colan, Werewolf by Night de Gerry Conway et Mike Ploog ou Ghost Rider de Gary Friedrich et Mike Ploog. Chez DC ce sont surtout House of Mystery et House of Secrets qui servent de demeure aux histoires d'horreur. Ainsi c'est dans House of Secrets qu'apparaît, dans le numéro 92, daté de juillet 1971, Swamp Thing de Len Wein et Bernie Wrightson.

### Kung Fu

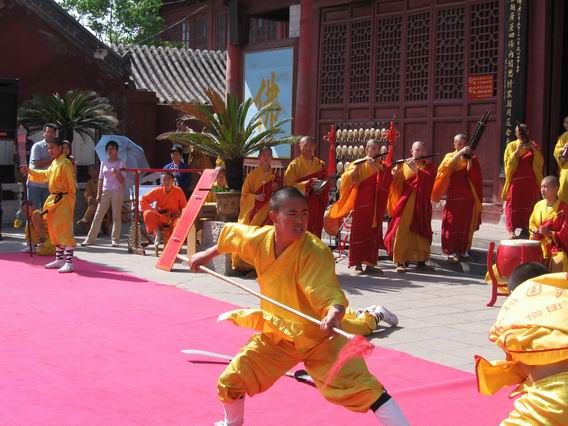
Le kung fu : inspiration pour de nombreux comics de l'âge de bronze.

Le troisième genre caractéristique des années 1970 est le comics de kung-fu. En 1973, Jim Starlin, fan de la série télévisée Kung Fu propose à Roy Thomas de lancer un comics de ce genre. Marvel ne pouvant obtenir les droits de la série télévisée, une série originale est donc préférée. Elle met en scène Shang-Chi, créé par Steve Englehart et Jim Starlin en décembre 1973 dans Special Marvel Edition #15. Shang-Chi est le fils de Fu Manchu, le personnage des romans de Sax Rohmer dont Marvel a obtenu les droits ; s'il lutte à ses côtés dans la première histoire, c'est pour ensuite s'en séparer et le combattre. Au dix-neuvième numéro, Special Marvel Edition est renommé en Shang-Chi, master of Kung-Fu. Il s'agit du dernier de Steve Englehart, alors que Starlin a déjà abandonné la série après trois numéros car il avait trop de projets en cours. Doug Moench prend le titre en main et reste le scénariste quasiment jusqu'à la fin en 1983. L'attrait pour les arts martiaux chinois et les films de ce genre ne se démentant pas, Marvel présente un second héros nommé Iron Fist créé par Roy Thomas et Gil Kane en mai 1974. Celui-ci apparaît d'abord dans le quinzième numéro d'une anthologie intitulée Marvel Premiere qui permet de tester des nouveaux personnages avant de leur accorder un comics à leur nom s'ils sont assez populaires. C'est le cas pour Iron Fist qui obtient donc son propre comics en 1975. Lorsque les ventes déclinent et que le comics est arrêté, Iron Fist apparaît dans les pages de Power man et finalement fait équipe avec lui.
Marvel est donc le premier éditeur à profiter de la mode du kung-fu pour créer des comics, mais d'autres éditeurs suivent. En 1974, DC annonce qu'il va publier une adaptation de la série Kung-Fu ; cependant des désaccords entre l'éditeur et les propriétaires des droits empêchent le projet d'aboutir. DC décide alors d'adapter un roman intitulé Dragon's Fist écrit par Dennis O'Neil et Jim Berry. O'Neil scénarise le comics intitulé Richard Dragon, Kung-Fu Fighter dont le premier numéro sort en mai 1975. Les dessins sont de Leo Durañona, remplacé par Jim Starlin, Alan Weiss et Al Milgrom pour le deuxième numéro et par Jack Kirby pour le troisième. Ce n'est qu'à partir du quatrième épisode qu'un dessinateur, Ric Estrada, est désigné pour garder la série, ce qu'il fait jusqu'en 1977, lorsque la parution prend fin. Charlton Comics tente aussi de profiter de cette mode et lance Yang créé en 1973 par Joe Gill et Warren Sattler puis House of Yang créé en 1975 par Joe Gill et Sanho Kim. La première série compte 18 numéros et la seconde 6.

### Les comics pour enfants
DC Comics et Marvel Comics sont les deux principaux éditeurs des années 1970 mais ils ne sont pas les seuls : d'autres sociétés sortent leur épingle du jeu en proposant le plus souvent autre chose que des comics de super-héros. Ainsi Archie Comics et Harvey Comics visent un public plus jeune et les aventures de leurs héros sont moins violentes. Archie s'appuie sur le héros Archie Andrews dont le comics se vend en moyenne à plus de 480 000 exemplaires, soit plus que Superman. Profitant de ce succès Archie Comics présente une ligne dont Archie Andrews ou ses amis sont les personnages principaux. L'attrait pour le comics est favorisé par la diffusion de plusieurs séries de dessins animés dès 1968. Dans les années 1970 sont programmés Sabrina and the Groovy Goolies, Josie and the Pussycats et Archie's Funhouse. Harvey Comics, quant à lui, vise le très jeune public : Casper le gentil fantôme, Richie Rich et les autres héros se vendent très bien avec des exemplaires qui peuvent encore atteindre le million. Richie Rich surtout est la vedette de Harvey. En effet, au cours des années 1970, les ventes diminuent progressivement et en 1976, de nombreuses séries sont arrêtées, mais celles mettant en scène Richie se multiplient et en 1977, 132 titres avec ce héros sont publiés. L'historien des comics John Jackson estime qu'en moyenne chaque comics se vend à 100 000 exemplaires et qu'au total 13 millions de comics Richie Rich sont vendus. Cependant, la fin des années 1970 et le début des années 1980 voient un délaissement des enfants pour ces comics et l'entreprise florissante du début des années 1970 s'éteint au milieu des années 1980.

### Crossovers
Les années 1970 marquent aussi l'apparition du premier crossover entre deux maisons d'édition. En 1975, DC et Marvel publient conjointement une adaptation du Magicien d'Oz et l'année suivante, elles renouvellent l'expérience mais cette fois-ci en publiant une aventure mettant en présence Superman et Spider-Man écrite par Gerry Conway, dessinée par Ross Andru, Neal Adams et John Romita Sr. et intitulée Superman vs. The Amazing Spider-Man: The Battle of the Century. Il faut attendre 1981 pour que de nouveaux crossovers entre les deux éditeurs paraissent. Superman et Spider-Man se retrouvent dans Marvel Treasury Edition #28: Superman and Spider-Man de Jim Shooter et John Buscema puis Hulk et Batman se rencontrent dans Batman vs. The Incredible Hulk scénarisé par Len Wein et dessiné par José Luis García-López et Dick Giordano. L'année suivante paraît The Uncanny X-Men and The New Teen Titans de Chris Claremont et Walt Simonson. Ce crossover est le dernier entre les deux éditeurs avant qu'ils ne se retrouvent douze ans plus tard.

## Des formats différents du comic book

### Lescomic strips

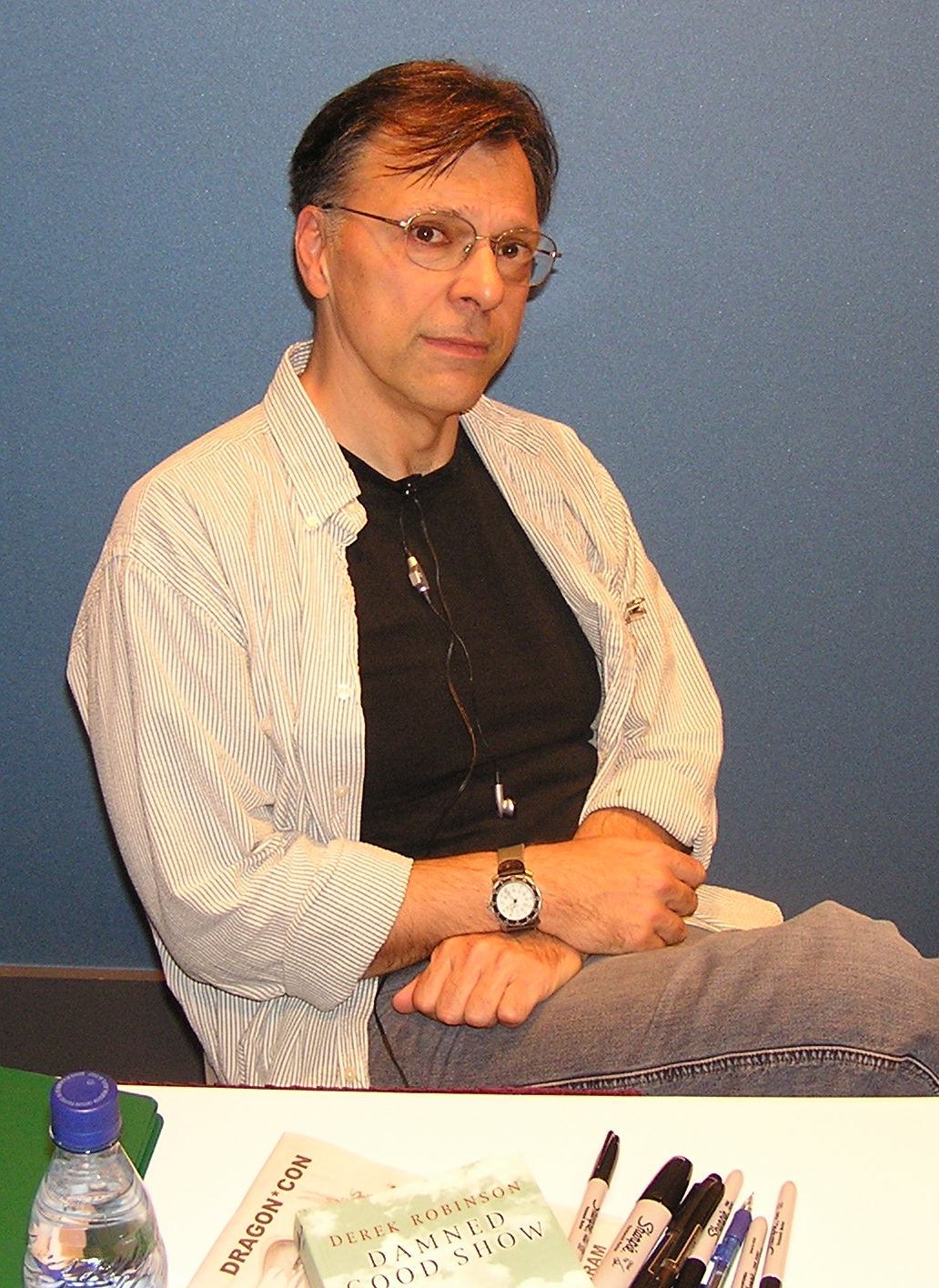
Howard Chaykin, dessinateur de la première mini-série.

Le comic strip quotidien publié dans les journaux et le comic book paraissant régulièrement sont, jusque dans les années 1970, les formats classiques de la bande dessinée américaine. D'ailleurs les relations entre ces deux modes de publication sont toujours fortes. Ainsi, des personnages de comic books ont droit à des séries en strip, comme Spider-Man scénarisé par Stan Lee et dessiné par John Romita à partir du 3 janvier 1977, ou Howard the Duck par Steve Gerber et Gene Colan à partir du 6 juin de la même année. Cependant, la bande dessinée sous cette forme tend à décroître rapidement et Spider-Man est le dernier strip d'aventures à rencontrer le succès. De plus, le nombre de lecteurs de journaux diminue ce qui entraîne une disparition de plusieurs quotidiens. Les strips ont donc moins de lieux de diffusion et moins de lecteurs. Certaines créations de l'époque sortent cependant du lot : Doonesbury, Garfield et For Better or For Worse. Le premier est créé par Garry Trudeau en 1968 mais est diffusé nationalement à partir du 26 octobre 1970 et raconte la vie du baby boomer Michael Doonesbury. Ce strip est surtout connu pour être le premier dans lequel l'auteur commente l'actualité politique. Cela lui vaut en 1975 un prix Pulitzer et en 1977 un court métrage adapté de ce comics reçoit un prix spécial au festival de Cannes. C'est aussi un strip régulièrement censuré par les journaux : lorsqu'un des personnages s'est révélé homosexuel, quand deux personnages non-mariés ont été montrés dans le même lit, lorsque Dick Cheney est montré insultant un sénateur, etc. La diffusion est à chaque fois reprise face au mécontentement de leurs lecteurs après sa suppression. Dans un tout autre registre, Garfield créé le 19 juin 1978 par Jim Davis est lui aussi un strip à succès. D'abord diffusé par United Feature Syndicate dans une quarantaine de journaux lors du lancement, plus de 2 000 périodiques le publient dix ans plus tard. Le personnage est à partir de 1982 adapté en dessin animé. Ses strips sont régulièrement collectés en recueils qui se classent dans la liste des meilleures ventes de livres établie par le New York Times. Jim Davis détient d'ailleurs un record puisqu'en 1982, sept de ses recueils se retrouvant en même temps dans le même classement. Enfin, For Better or For Worse de Lynn Johnston raconte la vie de la famille Peterson qui s'inspire beaucoup de la vie de l'auteure. Ce strip humoristique aborde cependant souvent des sujets de société sensibles comme l'homosexualité (qui a valu au strip d'être censuré par certains journaux), la maltraitance des enfants, le racisme. Cependant de tels comics, auxquels s'ajoutent les séries plus anciennes comme les Peanuts, sont minoritaires et ne peuvent cacher la crise que connaît aussi le comic strip.

### Nouveaux formats: la mini-série et le roman graphique
Les années 1970 voient apparaître deux nouveaux formats proposés par les éditeurs classiques. La mini-série est un ensemble de comic books qui permet de raconter une histoire complète en quelques numéros et le roman graphique s'inspire des albums de bande dessinée européens dans lesquels on trouve une histoire complète.
La première mini-série est The World of Krypton écrite par Alan Kupperberg et dessinée par Howard Chaykin et Murphy Anderson et date de 1979. Elle est constituée d'une histoire qui à l'origine devait paraître dans le comics Showcase et qui était déjà finalisée lorsque ce comics est supprimé. Les responsables de DC Comics décident donc de la publier dans un format inédit.

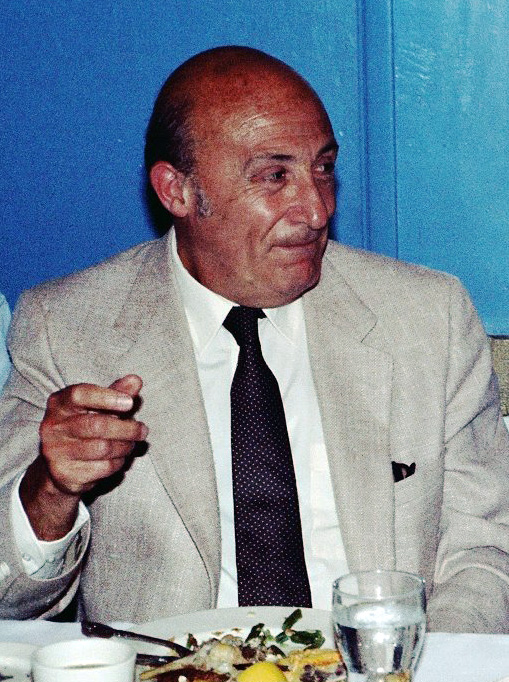
Will Eisner considéré souvent comme l'inventeur du roman graphique.

L'origine du roman graphique est plus difficile à cerner car plusieurs titres se disputent l'honneur d'être le premier publié sous cette forme. Les origines de ce format de bande dessinée sont à rechercher dans les années 1920-1930 avec les œuvres de Lynd Ward, auteur américain ou celle de l'artiste allemand Otto Nückel Destiny: A Novel in Pictures publié aux États-Unis en 1930. Cependant, ces œuvres, considérées a posteriori comme les ancêtres des romans graphiques, ne génèrent pas de successeurs et la bande dessinée aux États-Unis se cantonne pendant plusieurs décennies aux comic strips et aux comic books. Les années 1970 marquent la véritable naissance du roman graphique aux États-Unis, puisque cette forme de récit se développe aussi bien chez les éditeurs grand public que chez les indépendants. En 1971, Archie Goodwin et Gil Kane produisent Blackmark, un album de 119 pages qui rétrospectivement a été surnommé « le premier roman graphique américain ». L'année suivante Burne Hogarth reprend le personnage de Tarzan dans un album inédit intitulé Tarzan of the Apes publié par Watson-Guptill ; un second album suit en 1976. En 1976 toujours, sort Bloodstar de Richard Corben qui est le premier à être défini comme roman graphique sur la couverture. Enfin en 1978 est publié par Eclipse Comics, Sabre: Slow Fade of an Endangered Species de Don McGregor et Paul Gulacy, le premier roman graphique destiné uniquement aux magasins spécialisés de comics. Toutes ces œuvres, qu'elles datent des années 1920 ou des années 1970, n'empêchent pas que souvent c'est A Contract With God and Other Tenement Stories de Will Eisner, publié en 1978, qui est considéré comme le premier vrai roman graphique américain. Ce format se développe ensuite peu à peu et sert à désigner aussi bien des créations originales que des compilations d'épisodes de comics.

### Les magazines de bande dessinée
Si les comic books sont soumis au comics code, les magazines y échappent puisqu'ils ne s'adressent ni aux enfants ni aux adolescents. Cela permet une plus grande liberté de ton que ce soit dans l'évocation de l'horreur, de la sexualité ou dans l'humour. Les magazines d'horreur peuvent se permettre d'aller plus loin dans le gore et de mettre des jeunes femmes dénudées dans leurs comics. Un exemple en est le premier numéro de Adventure into Horror publié par Stanley Publications dont l'une des histoires montre, selon la couverture, des « esclaves nues du maître de l'enfer »,.

#### Mad: une valeur sûre

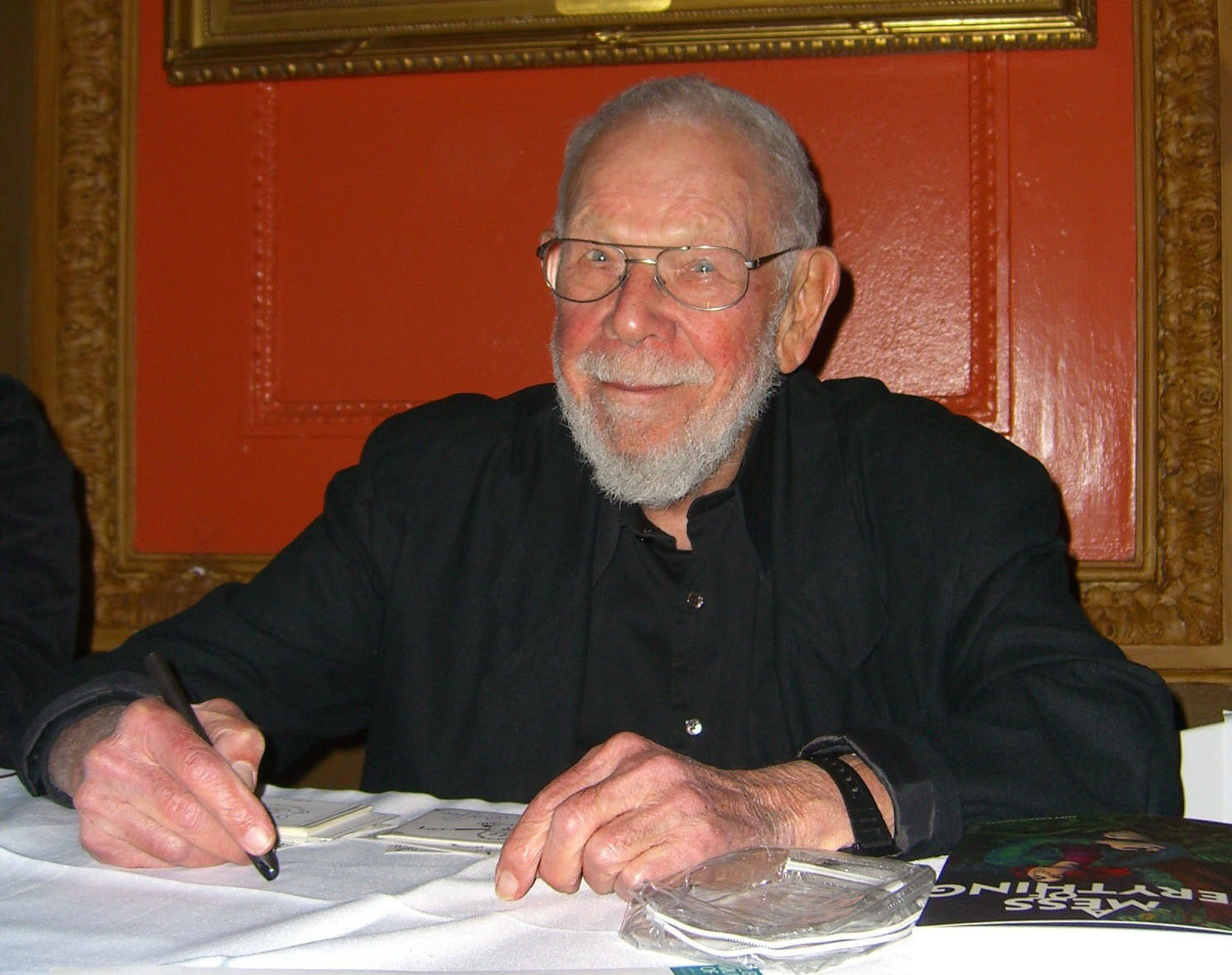
Al Jaffee, un des auteurs participant à Mad.

DC et Marvel proposent aussi des magazines visant un public plus adulte et sans la menace du Comics Code. DC depuis le rachat de EC Comics publie le magazine humoristique Mad sous la direction de William Gaines, aidé du rédacteur en chef Al Feldstein. Durant les années 1970, Mad est un succès phénoménal. En 1974, 2,8 millions d'exemplaires sont imprimés et même si par la suite les ventes diminuent, elles restent à un niveau très élevé. Porté par une équipe d'auteurs comme Antonio Prohías, Don Martin, Al Jaffee, le magazine ne s'interdit rien, ne craignant pas les pressions puisqu'il ne dépend pas de la publicité, qui en est absente, mais seulement du lectorat. Le numéro 166 d'avril 1974 est symptomatique de cette liberté de ton puisque la couverture montre uniquement en gros plan un majeur levé. Ainsi, parodies et critiques de l'American Way of Life rythment le magazine.

#### Les magazines de Marvel

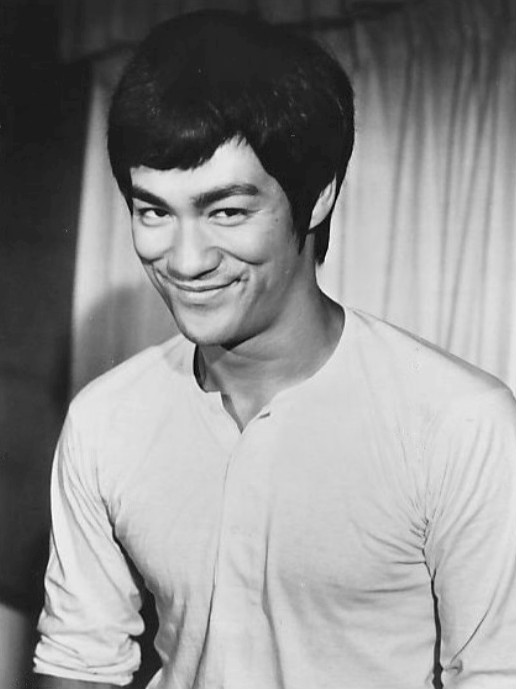
Bruce Lee, une des inspirations des héros de kung fu.

En mai 1971, Stan Lee, responsable éditorial de Marvel Comics, décide de lancer un magazine en noir et blanc de bandes dessinées intitulé Savage Tales où se retrouve Conan le Barbare. Mais Martin Goodman, propriétaire de Marvel, refuse qu'un second numéro paraisse. En 1972, Goodman quitte définitivement Marvel, laissant Stan Lee enfin libre de créer une ligne de magazines. Le premier, Monster Madness sort en 1972 et n'est pas un magazine de bandes dessinées. Les trois numéros sont constitués de textes et de photographies d'anciens films fantastiques auxquels Stan Lee ajoute des bulles humoristiques. C'est à partir de 1973 que sont lancés régulièrement des magazines dont la plupart sont constitués de récits d'horreur : Monsters unleashed (mars 1973), Tales of the Zombie (avril 1973), Dracula Lives (juin 1973), Vampire Tales (août 1973), The Haunt of Horror (mai 1974) et Monsters of the Movies (juin 1974). D'autres genres sont aussi testés durant cette période faste. Tout d'abord Savage Tales reprend en octobre 1973, complété en août 1974 par Savage Sword of Conan the Barbarian publié jusqu'en 1995 avec 235 numéros. En avril 1974, comme le kung fu est à la mode, paraît The Deadly Hands of Kung Fu. Celui-ci présente des aventures de Shang-Chi et celles d'un nouveau groupe de héros, les Sons of the Tiger créés par Gerry Conway au scénario et Dick Giordano au dessin. Pour compléter ces bandes dessinées, les magazines contiennent des articles sur le kung fu et les éléments de culture populaire s'y rapportant (Bruce Lee, films…). Le mois suivant, arrive le magazine Planet of the Apes, inspiré par les films et la série télévisée annoncée pour le mois de septembre 1974. Enfin des magazines d'humour complètent l'offre éditoriale de Marvel : Crazy magazine (octobre 1973) et Comix Book (octobre 1974). Ce dernier, qui ne connaît que trois numéros, est exceptionnel car il est constitué de bandes dessinées réalisées par des auteurs de comics underground comme Art Spiegelman, Trina Robbins, Howard Cruse, Skip Williamson, etc.,.
Cette décision d'éditer une ligne de magazines dans lesquels les artistes de Marvel ne craignent pas la censure du Comics Code a des répercussions sur les autres éditeurs. En effet, comme la place sur les présentoirs des marchands de journaux est restreinte, les distributeurs limitent la diffusion des autres magazines de bande dessinée. Si Warren Publishing supporte - difficilement - cette concurrence, Skywald n'y survit pas et dépose le bilan en 1975. Marvel n'a finalement pas beaucoup plus de chance avec ses magazines d'horreur qui sont tous arrêtés en 1975 car les ventes ne suffisent pas à couvrir les frais de ces périodiques coûteux. Cela ne décourage pas Stan Lee qui crée une nouvelle série de magazines. À Crazy (1973 - 1983), The Savage Sword of Conan, Planet of the Apes (1974-1977) et The Deadly Hands of Kung Fu (1974-1977) s'ajoutent Doc Savage (1975-1977), Kull and the Barbarians (trois numéros en 1975), Marvel Preview une anthologie qui dure de 1975 à 1980 avant d'être renommée en Bizarre Adventures de 1980 à 1983, Masters of Terror (deux numéros en 1975) et Unknown Worlds of Science Fiction (6 numéros en 1975). En 1977 sort Rampaging Hulk renommé en 1978 en Hulk ! qui dure jusqu'en 1981. Enfin en 1979 le comics Tomb of Dracula cesse de paraître mais un magazine du même nom poursuit les aventures du prince des ténèbres jusqu'en 1980. En 1983 paraissent les derniers numéros des magazines restant Crazy et Bizarre Adventures. Seul Savage Sword of Conan the Barbarian traverse les années 1970 et 1980 avant de disparaître en 1995.

#### Heavy Metal
En 1977 paraît le premier numéro de Heavy Metal qui reprend des bandes dessinées publiées dans le magazine français Métal hurlant. La revue propose surtout des histoires de science-fiction et elle est un pont vers les États-Unis pour de nombreux auteurs européens comme Philippe Druillet ou Moebius. Alors qu'au début des années 1980, Métal hurlant propose d'autres genres que la science-fiction, Heavy Metal suit le projet initial et ouvre ses pages à davantage d'auteurs américains. Ceux-ci sont par la suite majoritaires mais des auteurs européens sont toujours présents. Le nombre d'exemplaires vendus entre 1977 et 1985 oscille en moyenne entre 144 000 et 200 000 avec une pointe à 230 000 en 1981, l'année de la sortie du film inspiré de la revue. Par la suite les ventes ne cessent de décliner pour arriver à moins de 20 000 en 2012.

## La question du droit d'auteur

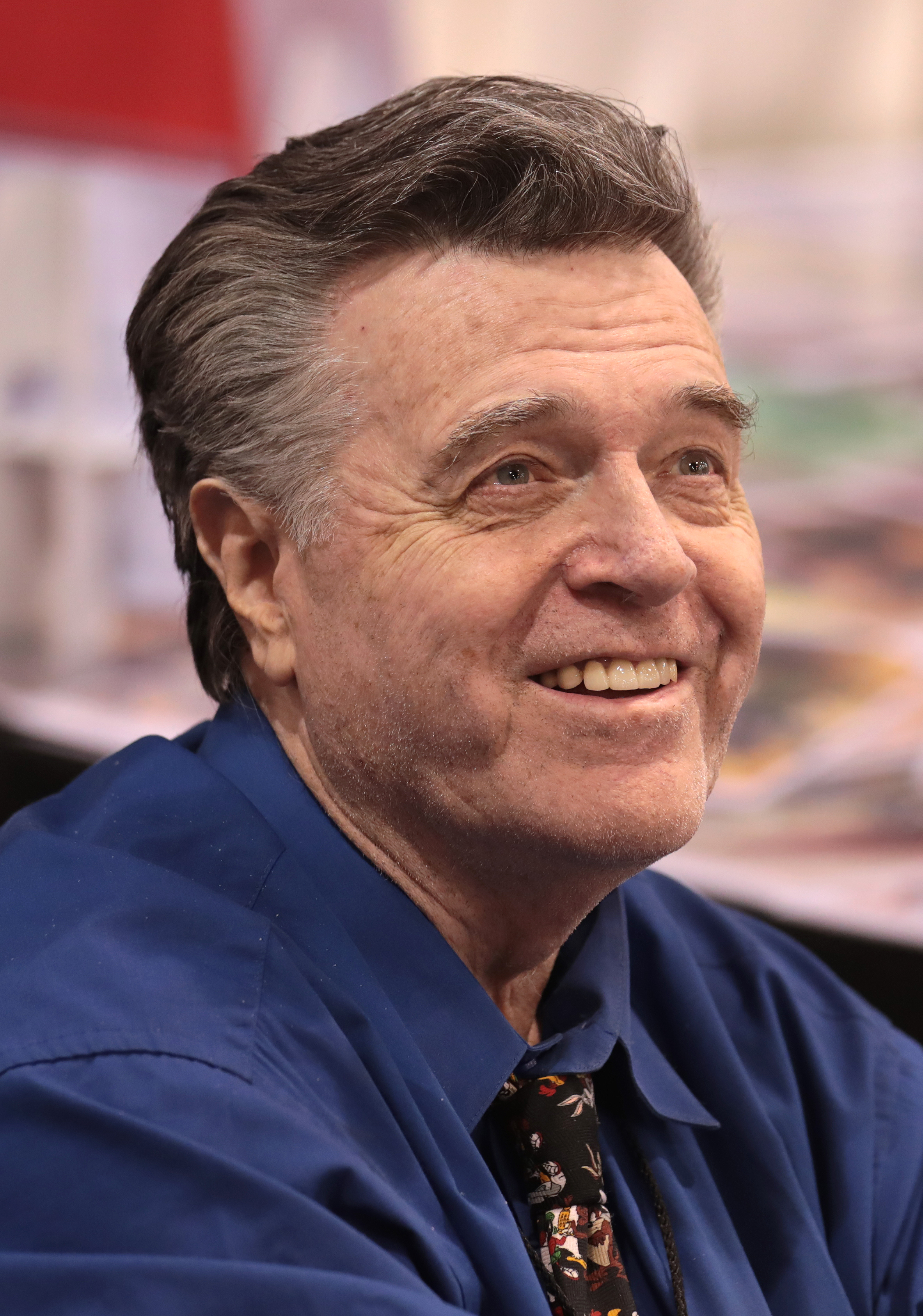
Neal Adams, un auteur à la pointe de la lutte pour la reconnaissance des droits d'auteurs dans les comics.

Jusque dans les années 1970, la question du droit d'auteur n'existe pas. Les auteurs de comics sont payés à la page et l'éditeur garde tous les droits sur les personnages, les histoires publiées et les planches. Les créateurs sont rarement crédités et le nom des scénaristes et des dessinateurs n'apparaissent pas. Par ailleurs, certaines séries sont signées du nom de leur créateur mais sont réalisées par d'autres. Ce système de ghost artist est courant dans les comic strips. La série est alors plus importante que l'artiste. Peu à peu les artistes sont nommés dans les comics, surtout lorsque leur style est reconnaissable et peut attirer une partie du lectorat. Au début des années 1950, EC Comics nomme les dessinateurs de chaque histoire publiée dans ses comics, mais le scénariste reste encore dans l'ombre. Dans les années 1970, les différentes personnes (scénariste, dessinateur, encreur, lettreur) participant au comics sont parfois nommées mais elles n'ont toujours aucun droit sur leurs travaux. Accorder les crédits aux auteurs varie selon les éditeurs. Ainsi chez Harvey Comics, les noms des auteurs des comics destinés aux enfants (Casper le gentil fantôme, Richie Rich, etc.) n'apparaissent jamais car le lectorat constitué de jeunes enfants ne s'intéresse pas à cela et achète le comics seulement pour les personnages. De plus, les différents dessinateurs doivent reprendre le style maison, établi surtout par Warren Kremer et ne pas faire preuve d'originalité. D'ailleurs Kremer, bien qu'il ait été un des piliers de cette maison d'édition, n'est reconnu que dans les années 1980 quand il travaille un temps pour Marvel Comics. Il en est de même en partie chez DC Comics : les auteurs les plus importants ont leur nom inscrit sur le comics, voire utilisé pour attirer le lecteur. C'est le cas lorsque Jack Kirby arrive chez DC. L'inscription des noms devient systématique à partir de 1970. En effet dans le numéro 83 de House of Secret se trouve l'histoire intitulée The Stuff Dreams are made of supposée avoir été racontée par un Wandering Wolfman. La Comics Code Authority menace de ne pas apposer son sceau sur le comics jusqu'à ce que le scénariste Gerry Conway explique à ses membres que Wolfman est le vrai nom de l'auteur du comics : Marv Wolfman. Un accord entre DC et la CCA est trouvé lorsque Conway propose que Wolfman soit correctement crédité comme auteur. À partir de ce moment les scénaristes sont tous crédités chez DC Comics.
Pour se faire entendre, les auteurs utilisent, entre autres, l'Academy of Comic Book Arts. Cette association fondée en 1970 sur une proposition de Stan Lee a pour but à l'origine de promouvoir les comics. Stan Lee en est le premier président mais l'année d'après il quitte ce poste, conformément aux statuts de l'association, et est remplacé par Neal Adams. Ce dernier avec Dick Giordano essaye de faire pression sur les deux principaux éditeurs, Marvel et DC, pour que les artistes soient mieux rémunérés. Comme d'autres évènements font évoluer le droit d'auteur, il est difficile de juger de l'influence exacte d'Adams et Giordano. Cependant, l'accès à un régime d'assurance pour les dessinateurs indépendants est mis au crédit de la lutte menée par l'Academy of Comic Book Arts sous leur présidence. Une augmentation de la rémunération des pages par les éditeurs est aussi parfois mise à leur crédit.
Après ce premier pas vers la reconnaissance des auteurs vient celle qui concerne leur rétribution et plus particulièrement la question de la propriété des planches originales. À la suite de la création en 1973 de la nouvelle maison d'édition de Martin Goodman, Atlas/Seaboard Comics, et à ses conditions avantageuses pour les artistes, DC Comics décide, la même année, de rendre les pages des comics qui paraissent et accorde un petit pourcentage des bénéfices en cas de réimpression des comics et d'utilisation dans un autre média. En 1976, Marvel suit l'exemple de DC. Les anciennes pages stockées seront rendues à partir du milieu des années 1980, car un recensement de celles-ci et une vérification de l'auteur de la page doivent être opérés avant. En 1978, les lois américaines sur le copyright changent. Les éditeurs proposent donc de nouveaux contrats qui leur assurent les droits de propriété sur les créations des artistes, mais cela ne se fait pas sans conflit entre les auteurs et les éditeurs. Ces tractations s'achèvent pour les dernières en 1987, et sont les ultimes soubresauts des procédures judiciaires émaillant les années 1970 et opposant les deux camps. Les démêlés judiciaires les plus importants sont ceux de Gary Friedrich contre Marvel, la famille Kirby contre Marvel et les familles de Jerry Siegel et Joe Shuster contre DC, etc. Pour ces derniers, après un très long procès, DC les reconnaît en 1976 comme les créateurs de Superman. Dans le même ordre d'idées, en 1981, après que Pacific Comics a instauré un versement des royalties pour les auteurs, les deux grands éditeurs que sont DC et Marvel suivent le mouvement.

## Relations avec les autres médias

### Cinéma

#### Adaptations de comics anciens

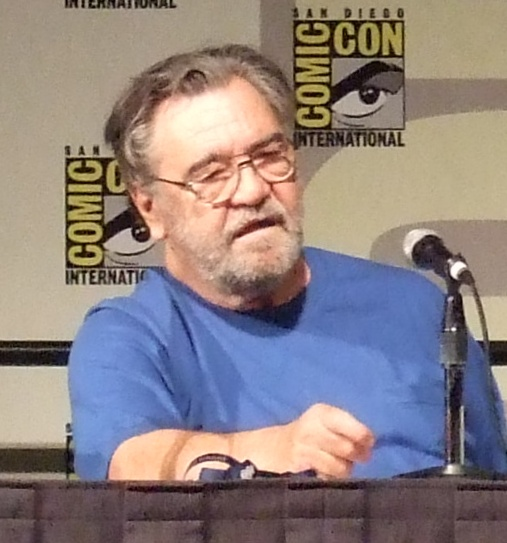
Ralph Bakshi réalisateur du film d'animation Fritz le chat.

Durant les années 1970 et le début des années 1980 sortent au cinéma plusieurs films inspirés de comics. La plupart ne doivent rien aux comics de l'époque et sont des adaptations d'œuvres plus anciennes. Trois films s'inspirent des EC Comics. Le premier, Histoires d'outre-tombe (Tales from the Crypt) de 1972 est un film à sketches, réalisé par Freddie Francis et comprend cinq histoires. L'année suivante sort Le Caveau de la terreur (The Vault of Horror), dirigé par Roy Ward Baker, autre film à sketchs. En 1985 sort le film Une créature de rêve (Weird Science), réalisé par John Hughes et produit par Joel Silver. Le scénario est inspiré d'une histoire de Al Feldstein parue dans Weird Science no 5 Made of the Future. Le film est par la suite développé en une série nommée elle aussi Weird Science, Code Lisa en français.
En 1980 sort Flash Gordon qui reprend le comic strip créé en 1934 par Alex Raymond ; en 1984 c'est Sheena, reine de la jungle, créée par Will Eisner et Jerry Iger en 1937, qui a droit à sa version cinématographique.
En dehors de ces films dont le succès est mitigé, deux autres sortent du lot. Le premier sort sur les écrans en 1972 : Fritz le chat, produit et réalisé par Ralph Bakshi, est une adaptation du comics underground homonyme créé par Robert Crumb. Celui-ci désavoue le film avant qu'il sorte mais cela n'empêche pas celui-ci d'attirer un large public. Ce dessin animé est le premier à être classé X aux États-Unis car il est jugé pornographique. Même si les personnages sont des animaux anthropomorphiques, le film abonde de scènes à caractère sexuel, montre les personnages fumer de la drogue et représente la police sous la forme de cochons. Même si en 1972, les comics underground vivent leurs derniers moments, Fritz the Cat en reprend les thèmes habituels et conquiert ainsi une grande notoriété et rapporte une somme importante. Ayant coûté 1.3 million de dollars, il engrange 30 millions de dollars.
Le second film est Superman qui, en 1978, arrive sur les écrans dirigé par Richard Donner, avec Christopher Reeve dans le rôle titre. La suite, Superman 2, tournée en même temps que ce premier volet sort en 1980. Les deux films sont des succès (le premier rapporte plus de 130 millions de dollars et le second plus de 100 millions) et un troisième film est produit, Superman 3. Sorti en 1983, il est bien moins accueilli que les précédents et la Warner Bros. choisit de ne pas lui donner de suite. Les droits de la saga sont revendus à Cannon Group, qui produit un quatrième épisode, aboutissant à un échec commercial et critique.

#### Adaptation de comics de l'âge de bronze
Deux films seulement adaptent des comics créés durant cette période. Le premier est Heavy Metal, film d'animation à sketchs diffusé en 1981. Produit par Ivan Reitman, il a un budget de 9,3 millions de dollars et en rapporte 19,5 millions. Il est aussi un bon outil promotionnel pour le magazine puisque c'est cette année que le record de ventes est atteint. Par la suite, les ventes ne cessent de décroître.
Le second film est Swamp Thing sorti en 1982 et réalisé par Wes Craven. Bien que Craven délaisse ses sujets de prédilection pour ce film qui lui permet de montrer aux studios qu'il est capable de diriger un film de divertissement, il n'en reste pas moins que des scènes et des choix scénaristiques rappellent ses films précédents. Le film connaît une suite en 1989 intitulée The Return of Swamp Thing et réalisée par Jim Wynorski.

### Dessins animés sortis directement en vidéo
Deux films d'animations produits par la Toei et sortis directement en vidéo adaptent des comics publiés par Marvel. Le premier est Dracula: Sovereign Of The Damned (闇の帝王 吸血鬼ドラキュラ|Yami no Teiō: Kyūketsuki Dorakyura), sorti en 1979. Vaguement inspiré du comics Tomb of Dracula, le film est jugé comme très mauvais à cause de son scénario mal construit et son animation minimaliste. Il est suivi par Frankenstein Legend of Terror en 1981 qui reprend vaguement le comics Marvel avec aussi peu de réussite.

### Télévision
Les relations entre les comics et la télévision sont anciennes. De nombreuses séries sont adaptées en comics, entre autres par Dell Comics et Gold Key. Par ailleurs les personnages de comics ont été plusieurs fois adaptés en dessins animés ou en série.

#### Dessins animés

##### Harvey Comics
Harvey Comics possède depuis 1959 les droits des personnages de dessins animés produits par les Famous Studios, comme Casper le gentil fantôme et plusieurs dessins animés sont produits dans les années 1960 et diffusés sur le réseau de télévision ABC puis en syndication,. En 1967, les droits des personnages de Famous Studios sont totalement rachetés par Harvey Comics qui produit de nouveaux dessins animés diffusés sous le titre générique de HarveyToons distribués ensuite en syndication jusqu'à la fin des années 1980.
Il faut ensuite attendre 1979 pour que de nouveaux dessins animés avec ces héros soient diffusés. Hanna-Barbera produit d'abord Casper's First Christmas puis une nouvelle série diffusée en 1979 et 1980 le samedi et intitulée Casper and the angels. Casper est alors un voyageur de l'espace, accompagné dans son vaisseau par deux jeunes filles, Mini et Maxi, et par un autre fantôme, Hairy Scarey. Après Casper, Richie Rich a aussi droit à son dessin animé à partir de novembre 1980 sur ABC et toujours produit par Hanna-Barbera. La diffusion de ce programme cesse en 1984.

##### Marvel Comics
Cinq séries animées sont diffusées d'après des comics Marvel durant cette période. Deux sont consacrées aux quatre Fantastiques, deux ont pour personnage principal Spider-Man et un est dédié à Spider-Woman. La série The New Fantastic Four, bien que Stan Lee et Jack Kirby y aient participé, est plutôt mal reçue par les lecteurs du comics car la Torche humaine est remplacé par un robot nommé H.E.R.B.I.E. La série de 1979 Fred and Barney Meet the Thing, quant à elle, réécrit complètement le personnage de La Chose. Ici, Ben Grimm, se transforme à volonté en Chose grâce à des anneaux et une formule magiques. Aucune des deux séries ne dure plus d'un an.
Spider-Man est à l'honneur dans deux séries animées diffusées durant la même période. La première intitulée Spider-Man est diffusée en 1981 et 1982 ; la seconde s'appelle Spider-Man et ses amis extraordinaires, est diffusée entre 1981 et 1983 et met en scène Spider-Man, Iceberg et Firestar, personnage créé pour l'occasion. Respectueuses du personnage des comics, les deux séries sont de bonne qualité et montrent Spider-Man, aidé dans la deuxième série, combattre des ennemis classiques. Les innovations, dont la plus importante est l'apparition de Firestar, restent dans l'esprit des comics Marvel.
Enfin Spider-Woman a droit aussi à une adaptation nommée Spider-Woman qui est diffusée de la fin de 1979 au début de 1980. Produits par DePatie-Freleng Enterprises, la série apporte plusieurs variations au personnage (origine et pouvoirs) et ne dure que seize épisodes.

##### DC Comics
Plusieurs séries d'animation ont pour héros des personnages de DC Comics. La plus importante est Super-Friends qui dure de 1973 à 1985. Le nom de la série change souvent mais le principe reste le même : les membres de la Ligue de justice d'Amérique sont aidés par des adolescents dans leurs luttes. Les ennemis ne sont le plus souvent pas les super-vilains des comics mais des savants fous ou des extra-terrestres et la violence est très limitée. Dans la première saison les adolescents sont des humains sans pouvoir alors qu'ensuite ce sont deux extra-terrestres dotés de capacités surhumaines,.
Les autres séries de cette période sont Les Nouvelles Aventures de Batman, Shazam et The Plastic Man Comedy/Adventure Show. Les Nouvelles Aventures de Batman est diffusée en 1977 produit par Filmation et ne dure que quelques mois. L'animation est très pauvre et le seul fait marquant de cette série est le doublage assuré par Adam West et Burt Ward, les acteurs qui jouaient Batman et Robin dans la série des années 1960. Shazam est sur les écrans en 1976, produit par Filmation et diffusé sur NBC, et vient juste après l'arrêt de la série en prises réelles. Captain Marvel (Shazam) aidé de Mary Marvel et de Captain Marvel Jr combat des ennemis issus souvent du comics. Enfin, Plastic Man est le héros d'une série intitulée The Plastic Man Comedy/Adventure Show qui dure deux saisons. Dans la première le héros est assisté de sa fiancé, Penny, et d'un ami hawaïen nommé Hula Hula ; dans la seconde Penny et lui sont mariés et ils ont un bébé nommé Baby Plas qui intervient aussi dans les aventures de son père.

#### Séries et téléfilms

##### Marvel Comics

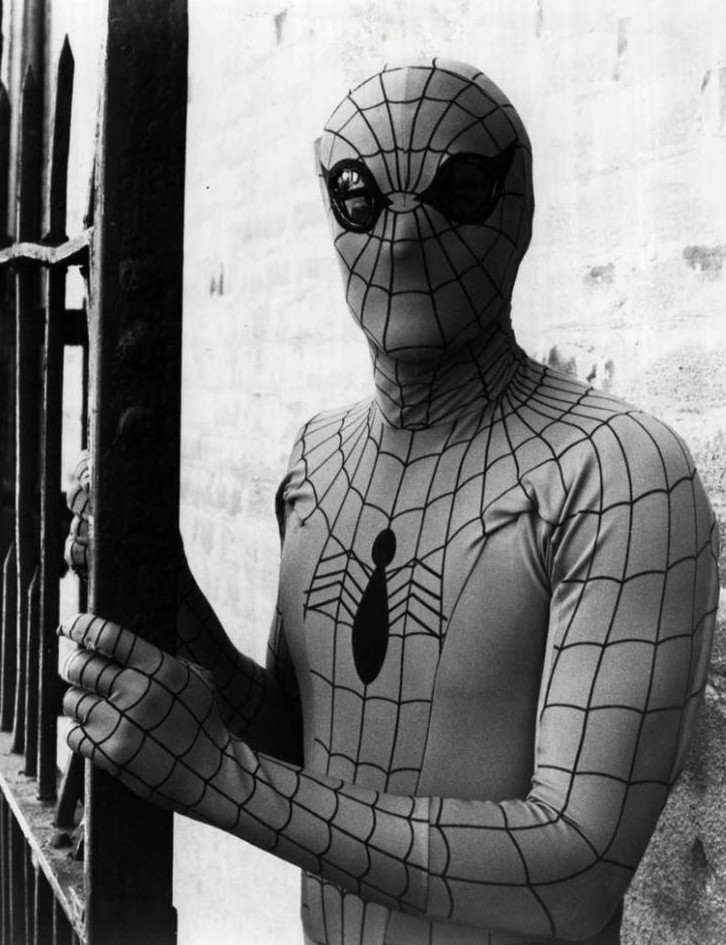
Spider-Man dans la version américaine de 1977.

En plus des dessins animés, les personnages des comics sont aussi adaptés en séries ou en téléfilms en prise de vues réelles. Chez Marvel, Spider-Man est le personnage qui bénéficie le plus de ces adaptations. Il apparaît d'abord de 1974 à 1977 dans la série Spidey Super Stories qui est une partie du programme The Electric Company destiné aux enfants. Ces courts sketchs durent quelques minutes et parce qu'ils sont destinés aux enfants ont des contraintes originales ; Spider-Man ne parle pas mais des bulles avec le texte sont insérées dans l'image afin de développer les capacités de lecture des spectateurs ; aucun super-vilain n'est présent et les combats contre de simples malfaiteurs sont montrés par l'insertion de cases de bandes dessinées ; la violence est quasi-absente des combats et Spider-Man n'a pas d'autres pouvoirs que de lancer sa toile. La série est ensuite adaptée en comic books, qui dure jusqu'en 1982, et vise toujours le public le plus jeune.
En 1977, alors que le personnage de Spider-Man disparaît des écrans avec la fin du programme The Electric Company, il revient la même année d'abord dans un téléfilm puis dans une série à son nom diffusée sur CBS durant deux saisons. Bien que la série soit plus proche des comics que précédemment, il manque toujours les super-vilains. Décriée par Stan Lee, cette série déplaît aussi aux lecteurs de comics. Le pilote et plusieurs épisodes sont remontés pour être exploités à l'étranger dans les salles de cinéma. Les trois films sont L'Homme araignée, La Riposte de l'homme-araignée et Spider-Man défie le Dragon,.
Quasiment en même temps que sur les écrans américains est diffusée la série Spider-Man, une autre est proposée sur la télévision japonaise intitulée スパイダーマン (translittéré en Supaidāman). Très éloignée de la bande dessinée, la série appartient au genre du tokusatsu. Ici, un jeune motard hérite d'un extraterrestre un bracelet qui lance des toiles, fait apparaître le costume, permet de diriger une voiture volante et un robot géant. Ce dernier est utilisé contre les monstres dirigés par le professeur Monster et son armée de la croix de fer.
Si Spider-Man a droit à trois séries dans les années 1970, un autre super-héros Marvel est adapté pour le petit écran avec beaucoup de réussite. L'Incroyable Hulk est diffusé de 1977 à 1982 et compte quatre-vingt-deux épisodes. Même si le schéma de chaque épisode est sensiblement toujours le même (le docteur Banner, qui cherche un remède à sa métamorphose en Hulk, arrive dans une ville où il est amené à aider des habitants. Deux fois dans l'épisode il se transforme en Hulk et résout le problème des personnes qu'il a rencontrées), la série attire aussi bien les enfants que les adultes et dure grâce à cela bien plus que les précédents feuilletons qui montraient des super-héros.
En dehors de ces séries, plusieurs téléfilms ont pour personnage principal un super-héros de Marvel. En 1978, CBS diffuse Docteur Strange qui est un pilote prévu pour une série qui n'a pas vu le jour. Les audiences trop faibles ajournent en effet le projet. L'année suivante sont diffusés deux téléfilms dont le héros est Captain America : Captain America et Captain America II: Death Too Soon. Très éloignés du comics, ces téléfilms ont reçu des critiques très négatives,.

##### DC Comics
La première série adaptée d'un comics publié par DC s'intitule Shazam!. Elle est produite par Filmation et diffusée sur CBS de 1974 à 1977 et connaît un grand succès. Comme dans les séries de Marvel, les super-vilains sont absents. Le héros, Billy Batson, accompagné par un vieil homme qui joue le rôle de Mentor traverse les États-Unis et dans chaque épisode il est amené à aider des personnes et pour cela se transforme en Captain Marvel. Chaque épisode dure une demi-heure. À partir de 1975 une autre série intitulée Isis accompagne Shazam. Isis est une création originale pour la télévision mais le personnage apparaît ensuite dans des comics. Dans trois épisodes de Shazam, Isis intervient et Captain Marvel fait de même dans trois épisodes d'Isis.
Wonder Woman apparaît à la télévision une première fois en 1974 dans un téléfilm diffusé sur ABC. Interprétée par Cathy Lee Crosby, l'héroïne est blonde et sans super-pouvoirs, donc très éloignée du personnage des comics. Même si les scores d'audience ne sont pas mauvais, la chaîne préfère abandonner le projet de série qui devait suivre. Un nouvel essai est tenté l'année d'après en restant cette fois plus fidèle aux comics. D'abord diffusée sur ABC, Wonder Woman passe sur CBS pour les deux saisons suivantes. Interprétée par Lynda Carter, Wonder Woman lutte d'abord au côté des américains durant la Seconde Guerre mondiale puis lorsque la série est reprise par CBS, elle revient aux États-Unis dans les années 1970.
En 1975, la chaîne ABC programme une adaptation en téléfilm de la comédie musicale It's a Bird… It's a Plane… It's Superman créée en 1966. Les musiques sont mises au goût du jour, certaines chansons sont supprimées mais ce téléfilm réalisé avec très peu de moyens et diffusé en seconde partie de soirée touche peu de télespectateurs.
Le dernier programme consacré aux super-héros de DC Comics s'intitule Legends Of The Superheroes diffusé en 1979. Deux téléfilms sont produits. Dans le premier les membres de la Ligue de justice d'Amérique doivent lutter contre un groupe de super-vilains, dans le second de courts sketchs humoristiques mettent en scène ces mêmes héros. Les deux programmes ont des scores d'audience parmi les pires de ceux diffusés durant cette période.

### Disques
Certains héros de comics ont aussi été adaptés en version sonore. La version de Spider-Man de Spidey Super Stories a ainsi droit à son adaptation en disques sous le label Peter Pan Records et en 1982, Harvey Comics signe un accord avec Polygram qui produit quatre disques reprenant des histoires de Richie Rich. Ces quatre albums, produits par Parachute Records, filiale de Polygram, sortent en 1983. Ce sont Richie Rich: 4 Great Stories! (durée : 39 min), Richie Rich: Mysteries of the deep! (durée : 39 min), Richie Rich: The merry adventures of Richie Hood (durée : 40 min) et Richie Rich: Double Trouble! (durée : 37 min) qui mêlent récits et chansons.

## De l'âge de bronze à l'âge moderne
Tout comme son commencement, la fin de l'âge de bronze n'est pas marqué par un seul évènement. Encore une fois, ce sont des décisions éditoriales qui servent rétrospectivement de balises pour marquer le début de l'âge moderne des comics. Cependant, les séries qui sont concernées sont toutes publiées dans un court laps de temps, entre 1985 et 1987.
Crisis on Infinite Earths est une maxisérie qui commence en avril 1985 et s'achève en mars 1986. Écrite par Marv Wolfman et dessinée par George Pérez, elle marque la fin du multivers DC. En effet, pour expliquer qu'il y ait des super-héros avec le même nom mais des origines et une identité secrète différente, les scénaristes avaient imaginé qu'il existait deux terres dans deux dimensions différentes. D'autres terres avaient ensuite surgi et il devenait difficile de maîtriser tous ces univers fictionnels. Les responsables de DC décident donc de fondre tous ces mondes en un seul et de considérer qu'après cette crise cosmique, les super-héros repartent de zéro. Frank Miller avec David Mazzucchelli réécrit les origines de Batman, John Byrne celles de Superman, etc. En février 1986 paraît le premier numéro de la mini-série Batman: Dark Knight écrite et dessinée par Miller et qui s'achève en juin. Cette histoire très noire est une pierre supplémentaire à l'érection de l'âge moderne des comics parfois appelé âge sombre,.
Toujours en 1986 chez DC, Alan Moore et David Gibbons proposent Watchmen qui dure jusqu'en octobre 1987. Acclamée par la critique et les lecteurs, cette série est souvent considérée comme l'une des meilleures bande-dessinées et par sa mise en question des super-héros est aussi une marque d'un nouvel âge,. Enfin, en août 1986, sort le premier recueil de Maus de Art Spiegelman. Cette œuvre est parue en feuilleton dans des revues du milieu des années 1970 au milieu des années 1980 mais l'édition de 1986 attire un nouveau lectorat. En effet, le thème (la Shoah) et son traitement montrent que les comics peuvent être autre chose que des combats de personnages dotés de super-pouvoirs. Si Crisis on Infinite Earths est une rupture avec le passé de DC pour lancer un univers renouvelé, les trois autres séries montrent que les comics entrent dans un âge adulte, celui de l'âge moderne. Cette modernité est aussi à l'œuvre dans le développement de nouvelles techniques d'impression. Le premier comics, Shatter, entièrement créé avec un matériel informatique date de 1984 et annonce les importantes transformations dans la fabrication des comics qui se généralisent dans les années 1990,.